# 克萊門斯·馮·梅特涅
克萊門斯·文策爾·馮·梅特涅（德語：Klemens Wenzel von Metternich，發音：[ˈkleːmɛns ˈvɛntsl̩ fɔn ˈmɛtɐnɪç]；1773年5月15日—1859年6月11日）神聖羅馬帝國出生的奥地利帝國政治家、外交家。梅特涅是贵族外交官之子，生於科布伦茨梅特涅莊園，就讀於斯特拉斯堡大學和美因茨大學，見證過1790年利奥波德二世和1792年弗朗西斯二世的加冕礼。遊歷英格蘭後，獲任命為尼德蘭公使，第二年尼德蘭被法國占领。1848年的自由革命使他辭職。
梅特涅曾在薩克森、普魯士及巴黎擔任公使。1809年任奧地利帝國外交大臣，首要工作是與法國進行緩和。他促成奥地利公主，女公爵瑪麗·路易莎與拿破崙的婚姻。不久後，他推動了奥地利加入第六次反法同盟，签署《枫丹白露条约》，該條約使拿破崙流亡。他是維也納會議主席。隨著奥地利、俄国和較小的普鲁士結盟，“梅特涅体系”持續了十数年，这是奥地利外交上的高峰。此後，梅特涅逐漸陷入國際外交的邊緣。1821年至1848年他擔任（弗朗西斯二世和他兒子費迪南一世的）首相。在倫敦，布萊頓和布魯塞爾流亡後，他於1851年返回維也納法院，任費迪南的繼任者——弗朗茨·約瑟夫一世的顧問。1859年梅特涅逝世，享年86歲，乃同時代知名政治家之最。
作為古典保守主义者，梅特涅热衷於保持權力平衡，特別是通過抵抗俄國在中歐和奥斯曼帝国領土上的野心。他不喜歡自由主义并竭力阻止帝国分裂，例如镇压在北意大利和德意志的民族主义叛亂；在國內，他利用檢查制度和廣泛的間諜網絡進行鎮壓。支持者指出，他主導了“梅特涅時代”，避免了歐洲大戰。另有史學家指出，鑑於梅特涅的談判地位薄弱，他的成就可觀。他因撲滅歐洲革命之火，被稱為「消防隊長」。他使維也納體系在舊秩序的氣味中平衡。他的批評者認為，梅特涅本可以為奧地利做得更多，而他被認為是奧地利改革的絆腳石。

## 出生與成長

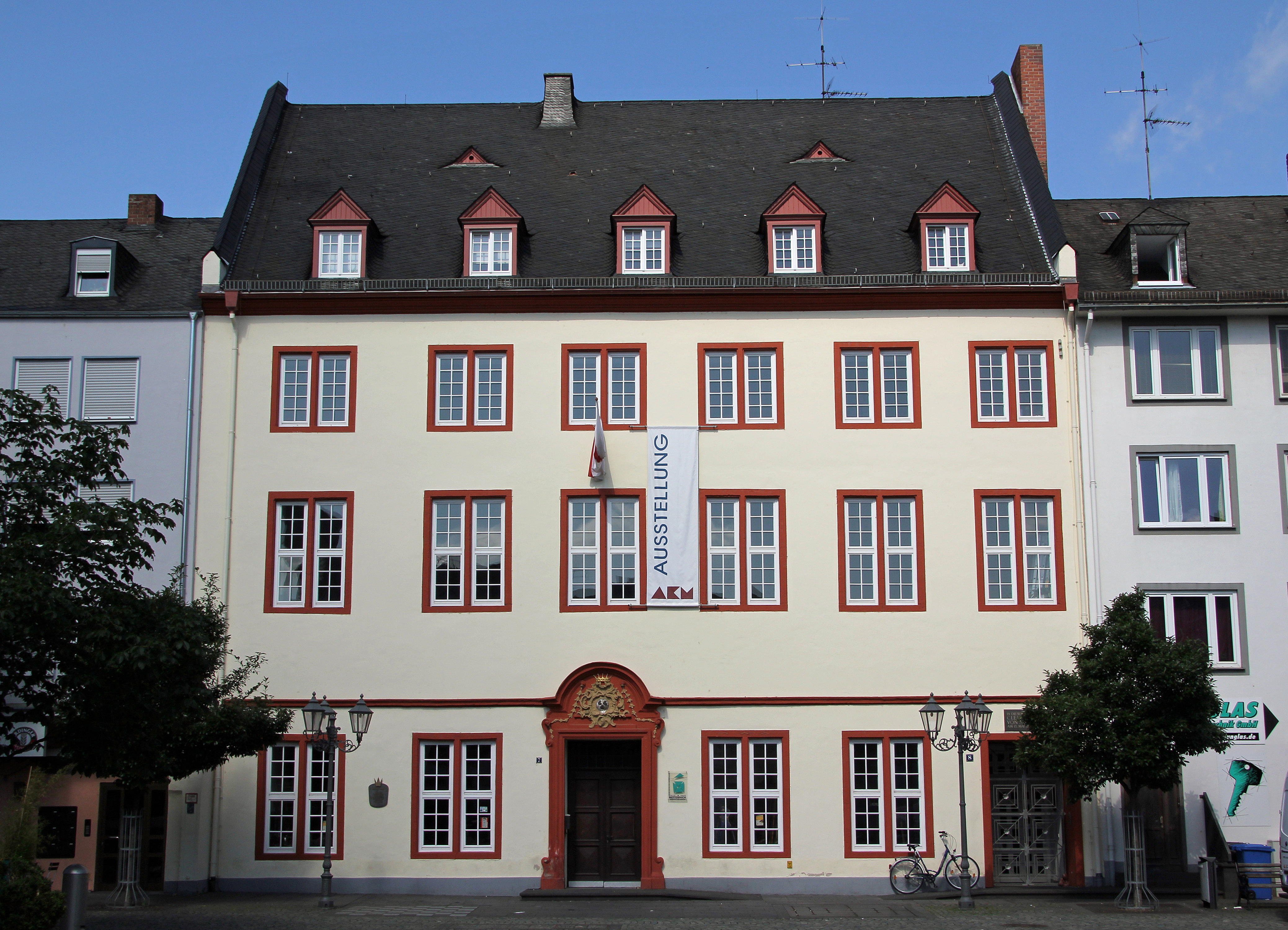
梅特涅故宅，科布倫茨

梅特涅1773年5月15日出生于德意志科希伦茨的官宦世家，父亲是弗朗茨·格奥尔格·卡尔。梅特涅的名字克莱门斯是为了向萨克森亲王克莱门斯·文策斯劳斯（提里尔主教）表示敬意而取，其父通过提里尔主教为王室服务，之后成为一名外交官，其母是伯爵夫人玛利亚·碧翠斯·阿罗依西亚·冯·卡格内克（Maria Beatrice Aloisia von Kagenegg）。梅特涅是家中的长子，在他之前还有个姐姐。他父亲啟蒙立場持久不變從革命時代到1815復辟始終如一，招致宮廷總管們的批評；被同时代的人称为“无聊的话唠和习惯说谎者”，他一人兼任莱茵河选区三个公使的职务（提里尔，科隆和美因茨）。梅特涅的教育都是由他母亲在主導，由于他出生的地方与法国接壤，因而他深受法国文化的影响；多年以後，连他自己也认为相比起德国人，他能更好的和法国人沟通。在他儿童时期，他就经常随他父亲出席各种正式访问的场合，在新教导师约翰·弗里德里克·西蒙的教导之下，他还學會马术及游泳。之后西蒙从一位“自由、平等、博愛”的倡导者转而成为法国大革命后恐怖统治支持者，这一转变对梅特涅政治观点的形成具有深远影响；不過，這不影響梅特涅對西蒙的看法，他並未仇視他的老師就像未仇恨很多意見人士一樣，他之後也是這樣看待拿破崙；當西蒙進入革命的道路後，梅特涅另一位家庭教師阿貝・霍恩(Abbe Ludeig Bertrand Hohn)擔負起他的教育工作。
1788年4月，未滿15歲的梅特涅與兩位家庭教師前往斯特拉斯堡大学學習，他开始修习法律，并在11月12日获得大学录取。在大学期间，他获得未来的巴伐利亚国王马克西米利安亲王的照顾与资助，而且他喜欢斯塔拉斯堡的大学生活，常常拿起小提琴演奏一曲。这一时期，他被西蒙描述为“快乐，帅气，有爱”的人，而与他同时代的人在之后回忆起他大学生活时，却认为他是个夸夸其谈的骗子。然而随着法国大革命的爆发，他不得不在1790年9月离开斯特拉斯堡大学，之后，他在10月参加了利奥波德二世在法兰克福的加冕礼，加冕礼上他被授予了威斯特伐利亚伯爵教座典仪官（Ceremonial Marshall to the Catholic Bench of the College of the Counts of Westphalia）的职位。在那里，在他父亲的引荐之下，他见到了将来的皇帝弗朗西斯二世，并渐渐的融入到了当时在场的贵族之中。从1790年末开始到1792年夏天，他在美因茨大学研修法律，在这期间他获得了比斯特拉斯堡大学更多的保守教育。这年夏天，他和他父亲一同工作，其父於1791年便被任命为奥属尼德兰的「全權大臣」。
1792年3月，弗朗西斯二世继位为神圣罗马帝国皇帝，7月加冕，加冕礼上他被新皇帝再次提拔为此前授予他典仪官的职位。更荣耀的是，在之后的舞会上，他与梅克伦堡的路易斯（后来的普鲁士王后）共舞。而与此同时，法国向奥地利宣战，开始了第一次反法同盟战争（1792-1797），这使得梅特涅不得不放弃在美因茨大学的学习，他沒在該地繼續逗留而是去其父位於布魯塞爾的辦公室工作，直到法軍佔領該地，迫使其開始第一次流亡。當時，他被派往前线去执行一个特殊的任务，他完成了对法国战争部长和三个法国国民公会代表的审问，并且视察了瓦朗謝訥的围城战，亲眼目睹了攻克该城。尽管围城战只是前拿破仑时代常用战术，但是这次战役还是为梅特涅对战争的认识提供了宝贵经验。1794年初，他被派往英格兰去帮助戴斯安德鲁因子爵（奥属尼德兰财政主管）谈判贷款一事。

### 婚姻和拉斯卡特会议
在逗留英国期间，他在不同场合与英格兰国王见过面，并与英国许多有影响力的政治家共进过晚餐，包括威廉·皮特，查尔斯·詹姆斯·福克斯，埃德蒙·伯克。梅特涅被任命为荷兰共和国的全权大使，获得任命之后于1794年9月离开英国。不幸的是荷兰共和国政府是个流亡且无能政府，一遇到法国部队就拼命撤退。更不幸的是梅特涅的家乡，科布伦茨在10月被充满活力的法国部队占领，法国人强占梅特涅家族的财产，把他的家人赶到孔格斯瓦特。失去祖業、家族財務崩潰以至於梅特涅曾經考慮移民到美國，最終是家族倫常阻止他走到這步。令他更加失望的是，他受到他父亲严厉的批评，于是于11月他回到维也纳。1795年9月27日他和伯爵夫人埃莉诺·冯·考尼茨结婚，她是奥地利前首相考尼茨-里特貝格親王（Wenzel Kaunitz）的孙女，这场婚姻是由他母亲安排的，为他打入维也纳社交圈打开通道，同时也给梅特涅带来巨额嫁妆。这些好处无疑是梅特涅娶埃莉诺的部分原因，也表明梅特涅对埃莉诺的爱没有埃莉诺对梅特涅的多。当然新娘的父亲（考尼茨亲王）为这桩婚事强加两个条件，第一、年轻的埃莉诺将继续待在自己的家里，第二、只要亲王还活着梅特涅就不能从事外交活动。梅特涅的訂婚過程因為領地的債務達不到對方之要求，直到皇帝約瑟夫二世給予賞金才讓她結婚。他们的女儿玛利亚在1797年出生。
婚后，梅特涅在维也纳继续进修，同时也在尝试各种有利于恢复家族荣誉的办法，他婚姻第二个条件也随着他岳父的去世（1797年9月）也解除。10月坎伯福米奥条约（确认拿破仑在意大利的所有权益，标志着第一次反法同盟失败）签署，这个条约促使拉斯卡特会议的召开，这个会议旨在补偿那些在战争中失去领地的家族。1797年11月会议召开，梅特涅被任命为威斯特伐利亚伯爵教座的代表。这是一个没有结果的会议，梅特涅在拉斯卡特也倍感无聊，直到1799年这个会议破产，梅特涅才终于解脱。在这期间，他妻子埃莉诺陪伴在拉斯卡特陪伴他，在1798年2月，他们生下儿子弗朗西斯；会议结束后不久也就是1799年6月，他们生下儿子克莱门斯，但克莱门斯在生下几天后就夭折，让梅特涅伤心不已。在全家人回到维也纳之后，弗朗西斯传染上无药可治的肺病。

## 大使生涯

### 德累斯顿和柏林
神圣罗马帝国在第二次反法同盟战争的失败，牽动了帝国的外交圈，而此时的梅特涅有三个大使职位可供选择：雷根斯堡的帝国议会，哥本哈根的挪威王国，德累斯顿的萨克森选侯国。在1801年1月他选择了德累斯顿。2月他的委任状正式公布。在维也纳度过了一个夏天，梅特涅写了一份备忘录，这份备忘录充分展示了梅特涅伟大政治家的才华，在秋天到达德累斯顿之后他去看了他在孔格斯瓦特的财产，11月4日他正式上任。上任后他发现，凡是和萨克森選帝侯腓特烈·奧古斯特三世有关的文件都奇妙消失了。梅特涅喜欢这个城市的轻松氛围，甚至还包养起了情妇，凯塔琳娜·巴格拉基文，她还为他生了个女儿克莱门蒂妮。1803年1月，梅特涅和他的正妻生了个儿子维克多。在德累斯顿，梅特涅与达官显贵建立了各种联系，其中包括弗里德里克·延茨，他是一位政治评论家，在此后的三十年中，他时而赞扬梅特涅，时而批评梅特涅。梅特涅在德累斯顿还与法国和波兰的政治人物建立联系。
随着1803年的「帝国特别议会重要决议」（Principal Conclusion of the Extraordinary Imperial Delegation）訂定，梅特涅家族新的领地被封在了奥克森豪森，获得贵族头衔并且在帝国议会中有一席之地。在接踵而来的外交改组中，梅特涅于1803年2月被委任为普鲁士王国的大使，11月赴任。而这个时间点却正是“帝国特别议会重要决议”形成的节骨眼上，因此和德累斯顿比起来，梅特涅在德国的外交行动并不活跃。由于奥王对普鲁士大使期望颇深，希望担任此职位者既要能获得普鲁士宫廷及政要的喜爱，又要能兼具敏锐观察力及配合度高，因此梅特涅的出任，再度证明了他己慢慢进入了奥国外交政策的权力核心。梅特涅开始担忧起法国的新皇帝拿破仑·波拿巴，对此俄国沙皇亚利山大一世也有同感，沙皇向梅特涅表明了自己对拿破仑的政治态度。1804年秋天维也纳方面同意對抗拿破崙，并于1805年8月正式向法国宣战，加入到第三次反法同盟战争中。梅特涅没能说服普鲁士加入同盟去对抗法国，因此最终将普鲁士国王推向反法同盟的不是梅特涅而是拿破仑的军队。在奥斯特里茨战役沉痛打击联军之后，普鲁士不顾与联军的协议，而直接与法国签订了至关重要的停战条约。

### 巴黎时期
在盟军战败之后，在维也纳随之而来的是一场新的政治改组，约翰·菲利普·冯·施塔迪翁出任外相，召回驻沙俄帝国的大使。这个职位对梅特涅而言极有吸引力，但他没能去成沙俄。因为奥地利需要与法国建立新的關係，而梅特涅是不二人选，于是1806年6月他去巴黎。梅特涅喜欢这种被需要的感觉，同时一年9万古尔登的收入也让他感到高兴。在一番长途跋涉之后，他于1806年8月到达大使任所，布隆·冯·文森特和恩格尔贝特·冯·弗劳瑞特向他做简报，这两位在之后的20年裡一直是梅特涅的核心幕僚成员。8月5日他会见法国外相查尔斯·塔列朗，并在5天后觐见拿破仑於圣克鲁格宫。然而随着第四次反法同盟战争爆发，拿破仑和塔列朗撇下梅特涅都去东线指挥作战。他的夫人和孩子10月才来到巴黎，他利用这段时间融入到巴黎的社交圈，靠自己的魅力迅速成为上流社会宠儿。即使埃莉诺的出现也没能阻止梅特涅在外拈花惹草，其中包括拿破仑的妹妹卡洛琳·波拿巴，劳拉·朱若特（法国将军杰·安多什·朱诺特的老婆）和许多别的女人。
1807年7月提爾西特條約签订之后，梅特涅心中五味杂陈。他意識到歐洲五國共治體系(System der Pentarchie)的崩潰，因為該合約中拿破崙與沙皇私下劃分歐洲的勢力範圍，俄國也參與對英國的大陸封鎖行動計畫。他也看到奥地利在欧洲的地位已经江河日下，而且与斯塔基文的观点不同，他认为法国与俄国的和平不会长久。又发现法国的新外相让·巴普蒂斯特·尚帕尼比前任還难以相处。然而，拿破崙直接當面拒絕與梅特涅對話，將一切交由尚帕尼打理，梅特涅只能試著采迂迴的方式透過義大利公使去影響拿破崙。他试图在因河附近的法国堡垒问题上找到一个满意的解决方案。尽管奥地利帝国军队处于劣势，但在梅特涅长达数月的外交努力之下，还是达到奥地利的目标。虽然亚历山大沙皇正忙于其他三场战争，梅特涅还是倾向于俄奥联盟。而拿破仑对现存君主王朝的蔑视（如哈布斯堡的西班牙分支）也令梅特涅感到担忧，这使他相信革命的法国不会安于和平，战争将不可避免，但應該將爆发时间选择在对奥地利最有利的时机。
1808年8月，梅特涅竟然在拿破仑39岁生日的庆典上与拿破仑公然吵架，看上去，双方似乎已經有戰爭的准备。在接下來的几次会面，梅特涅盡力緩和紧张的局势，但拿破仑却拒绝梅特涅参加埃尔福特会议，只让冯·文森特参加。梅特涅很高兴地从塔列朗那裡听说在会议上，俄国拒绝拿破仑一同入侵奥地利的提议。1808年末，梅特涅回国，开五个星期的会议，讨论在拿破仑卷入西班牙战争期间入侵法国的可能性。在他的备忘录中记录道：拿破仑的法国和真正的法国不是同一个法国，俄国并不想与奥地利开战，拿破仑只有少数亲信可以调动用于中欧战争。回到巴黎之后，梅特涅难以掩饰自己对战争局势的担忧，并且开始担心起自己的安全。第五次反法同盟战争开始不久，两个法国外交家在维也纳被捕，作为报复，梅特涅也被逮捕。但因為逮捕他並沒有实际意义，于是在1809年5月底，他被允许护送回国。但他把家人留在巴黎，而不是让他们长途跋涉回国。在拿破仑攻占维也纳之后，梅特涅被送往奧國首都以交換法国外交官。

## 外相时期

### 与法国和解
从巴黎回到维也纳之后，他亲眼见证華格姆戰役的失败。由于斯塔基文主动请辞外相一职，奥地利皇帝立即要求梅特涅为外相，也正是这让梅特涅的名声有瑕疵。梅特涅担心拿破仑抓住这点会提出更加苛刻的停战条件，于是他以国务大臣的身份去和法国人谈判，实际上，他不久之后正式取代斯塔基文出任外相一职。1809年7月8日，梅特涅出任国务大臣，此时拿破仑指名要求梅特涅率团来阿尔腾堡进行和谈。而梅特涅唯一能做的只是保住哈布斯堡家族的面子。梅特涅亲法的提议挽救奥地利君主制，但拿破仑并不喜欢他关于波兰未来的备忘录，于是渐渐和谈代表被列支敦士登亲王所取代。最终梅特涅未能出席在维也纳的最后一次谈判。1809年10月14日申布伦条约签订。不过在10月8日的时候，梅特涅就重拾失去的影响力，被任命为外交大臣，同时兼任内务府大臣。1810年初，他早年与朱诺特夫人的风流韵事曝光，但由于埃莉诺的谅解，这位新外相并没有受到什么影响。
在拿破仑向沙皇最小的妹妹安娜（ Anna Pavlovna）求婚失败之后，梅特涅的首要任务之一就是推动拿破仑与奥地利公主瑪麗·路易莎的和亲。梅特涅散布各种言论声称拿破仑想娶玛利亚公主，但这显然是不可能的，他还声称拿破仑已经在1月21日的时候在法国皇宫里公开表达自己对玛利亚公主的感情，并且已经大张旗鼓的张罗婚礼的事宜。不管怎样梅特涅都表示非常乐意承担婚礼的重任。2月7日拿破仑同意婚姻，但两人仍然分居两地，3月11日通过代理人结婚。仪式后不久，瑪麗·路易莎和梅特涅就一同去法国，不过两人故意走不同的路线。他应法国的要求只进行非正式访问，法国则允许他将家人送回国，并向奥地利皇帝汇报瑪麗·路易莎已经到法国。
梅特涅并没有回到维也纳，而是在法国待6个月，他将国内的事务交给他父亲处理。他开始利用这段婚姻，巴结权贵希图对申布伦条约的一些条款重新谈判。不过，他取得的成果实在是微不足道：开放一些贸易权利，延迟支付战争赔款，归还一些受奥地利支配的德国境内财产（包括梅特涅家族的产业），允许奥地利军队扩张到15万人。尽管梅特涅和拿破仑的关系升温，但维也纳拒绝过于亲法的贸易协定，法国也因此拒绝梅特涅居间斡旋的努力。

### 第六次反法联盟战争

#### 与法国联盟
1810年10月梅特涅回到维也纳之后，他发现尽管获得法国的支持，但他已经不像从前那样受欢迎。政治上，他的影响力仅限于外交事务，并且他希望再次获得议会全面支持的努力失败。他强烈相信衰弱的奥地利已经经不起在俄法战争中再一次受到法国的入侵，所以在1812年3月14日，他抛弃俄国沙皇而投入拿破仑阵营中。他支持适度的检查制度，用以防止针对法国的对立情绪。只要投入3万士兵协同法国作战，这比一个月前与普鲁士签订的同盟协议要轻松得多，同时梅特涅也让英国和俄国相信奥地利會抑制拿破仑的野心。在法兰西皇帝前往东线入侵俄罗斯之前，梅特涅陪同奥地利皇帝在德累斯顿见拿破仑最后一面。
德累斯顿的会面说明奥地利在欧洲地位已经跌入谷底，而且梅特涅也变得不受欢迎。他拦截一些针对他的密信，驱赶在宫中的政敌。在梅特涅的授意下，奥地利依然和他的敌人沙俄保持良好关系。这个策略在11月俄国取得对法作战的优势之后变得尤其有效起来。此后三个月梅特涅渐渐疏远法国，但同时又避免与普鲁士和俄国走的太近。他还不放过任何能够提高奥地利在欧洲影响力的机会，比如提议由奥地利牵头开启和平谈话，他认为奥地利是唯一能够强有力连接战争各方的国家。事实上，整个1813年，这位奥地利外交大臣都拼命想让法国皇帝接受和谈，只有这样才能拯救波拿巴-哈布斯堡王朝在欧洲的地位。因为一旦拿破仑完败，那么普鲁士和俄国将成为最大获益者。然而拿破仑拒绝任何和谈，他执意将战争进行到底。1813年2月奥地利脱离法国联盟，更让拿破仑生气的是奥地利在战争中采取中立态度。

#### 保持中立
梅特涅相比起他同时代的人（不包括奥地利皇帝）来说，他是非常不愿意对抗法国皇帝的。对于战争的解决方案，他主张一个持续性的计划。然而事情并不如他所愿。沙俄宣布全面开战不过保证奥地利是安全的，英国也不相信梅特涅的计划，而且不愿意放弃已经努力了20年的军事行动。虽然计划失败了，但是在弗朗茨皇帝的支持下，他还是获颁大首相勋章（玛利亚特蕾莎体系时的勋章制度），这个勋章从考尼茨时代之后就一直虚位以待。梅特涅越发担忧拿破仑的撤退造成的无序状态会摧毁哈布斯堡王朝。因此在他看来和平协议必须马上签订。英国态度强硬，于是他只能向普鲁士和沙俄发出提议。这些提议被拒绝了，但是在联军吕岑（5月2日）和包岑（5月20日到21日）会战失利后，停战的想法吸引着那些精疲力尽的将军们。法国6月4日适时地提出了和谈意向。而梅特涅从四月开始的“慢慢地，不情愿的”准备与法国开战，和谈的开始为奥地利征兵动员提供了良机。
6月，梅特涅不得不离开维也纳去波西米亚亲自进行一次外交谈判。当他到达后，他遇见了殷情的萨根公爵夫人威廉敏娜亲王，公爵夫人帮了许多忙，同时她也与梅特涅发展了数月的婚外情。梅特涅那么多情妇中没有谁能像威廉敏娜这样影响力超过梅特涅，在他们分手之后，梅特涅还常常写信给她。同时法国外相乌格斯-伯纳德·马雷（ Hugues-Bernard Maret）态度捉摸不定，梅特涅决定在6月18日到19日同沙皇讨论事态的发展。这次谈话的内容成为后来莱辛巴赫条约（ Reichenbach Convention）的内容之一，即若法国拒绝和平条件的话奥地利就加入联军向法国开战。马上梅特涅就被拿破仑邀请去了德累斯顿会面，在那里他直接把条约内容告诉了拿破仑。尽管1813年6月26日的见面没有任何记录，但是可以想知当时应该是个怎样的狂风暴雨的场面。拿破仑在6月29日倔强的只肯拿出一个折衷方案给梅特涅。他起初拒绝和谈，但在梅特涅准备离开的时候他还是同意和谈了。法国愿意接受奥地利的调停。和谈地点定在布拉格，从7月开始一直谈判到8月20日，停战协议随着和谈进程不断修正。为了达成停战协议，梅特涅已经无视莱辛巴赫条约了，但是在布拉格的会议并不是个“完全”的会议，因为拿破仑的两位代表阿曼德·科古兰和纳伯纳伯爵并没有获得他的完全授权。在这场非正式的会晤中，科古兰暗示道：拿破仑不会进行谈判，除非联军军队直逼法国首都。在梅特涅的最后通牒被法国无视之后，8月12日，奥地利对法国宣战。

#### 作为联军一方

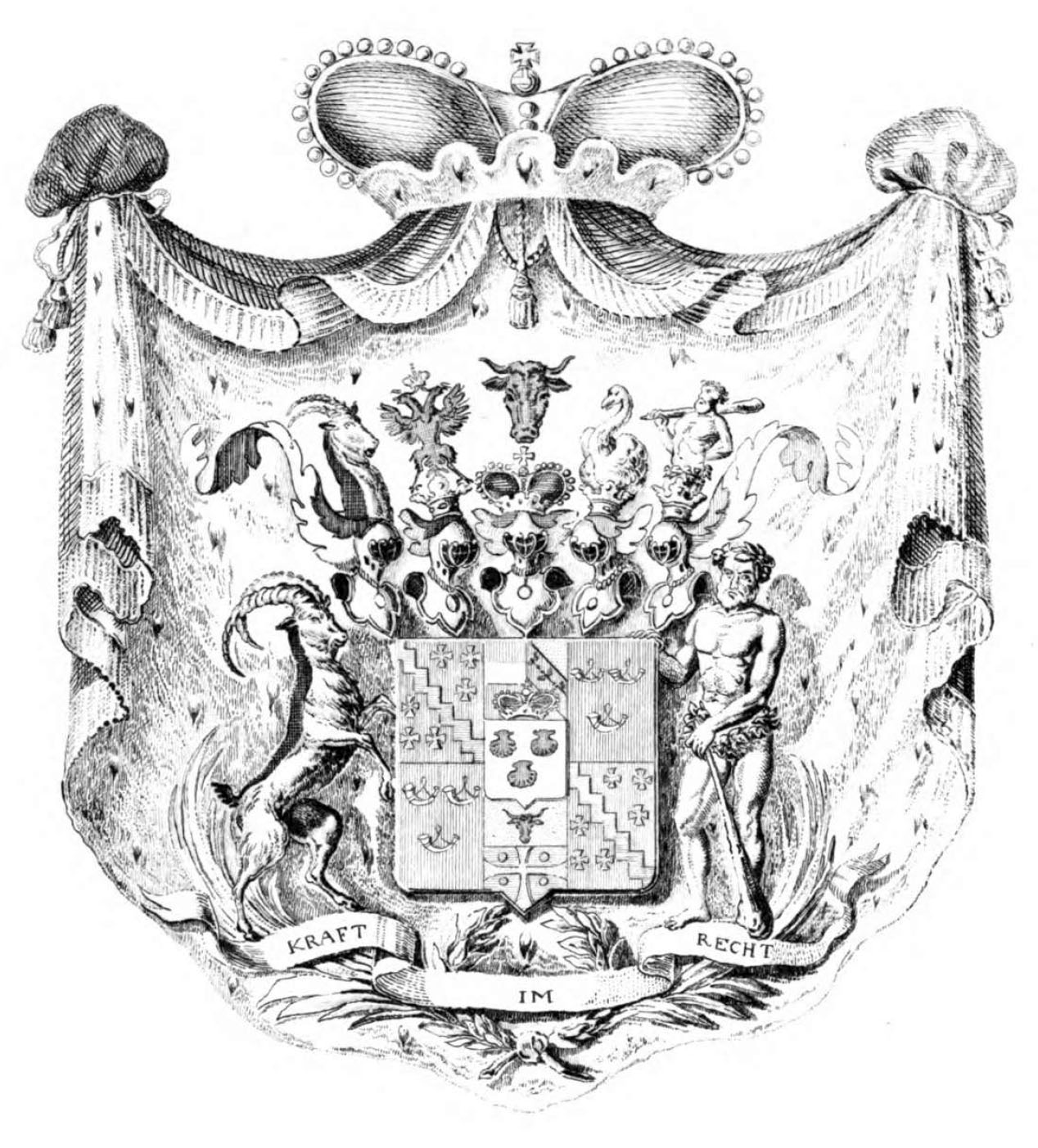
梅特涅的紋章

虽然奥地利的盟友们都乐见奥地利在外交失败后的宣战，但对梅特涅而言，这是他长远策略的一环。在休战期间，梅特涅努力维持这个联盟，并且防止沙俄对欧洲的蠢蠢欲动。最后联军最高指挥官的职位由奥地利将军施瓦曾伯格亲王担任而非沙皇亚历山大一世，梅特涅对此功不可没。他同样成功让联军的三位君主（亚利山大，弗朗西斯，普鲁士的弗里德里克·威廉姆三世）御驾亲征（这些充分展示梅特涅的外交手段）。随着特布里特兹条约的签订，他成功使奥地利在对未来法国、波兰、意大利态度处于一种既有用又暧昧不明的状态。不过他依然被英国所疏离，因为英国给与俄国和普鲁士可观的金援（9月，梅特涅也向英国表示希望奥地利也能成为受援国）。同时联军军队转入攻势，1813年10月18日，梅特涅见证莱比锡战役的胜利，两天后，因为他在外交事务上的“英明领导”获得亲王封号。在11月初当重新夺回法兰克福的时候，梅特涅显得很开心。此外，在城里梅特涅举行的庆典上，沙皇对奥皇表现出的尊敬更让梅特涅慰怀。外交上，随着战争接近尾声，他依旧要阻止一个独立的德国产生，否则会减少奥地利的影响力，因此他甚至不惜给与拿破仑相当优厚的战败条件以便于法国可以继续制衡欧洲。1813年12月2日，拿破仑同意和谈，不过由于需要等待英国外交代表出席（卡斯尔雷子爵）所以和谈延期。整个12月英国因为无法和沙俄全面的沟通和磋商而气恼。
12月22日，在梅特涅的支持下，联军越过莱茵河，一边军队在前进，一边梅特涅从法兰克福回到布莱斯高和家人一起过圣诞节。1814年1月他回到联军在巴塞尔的新总部，在这里他花很多闲暇时间写很多信给他那位忧伤的旧爱威廉敏娜。而与亚历山大沙皇关于法国未来命运的争论升级使得沙皇一怒之下离开总部去视察他的部队。他因此错过一月中旬与卡斯雷尔子爵的会面，让他更无法忍受的是这位英国外交人士竟然和梅特涅达成妥协。这两位在达成一致之后前往法国的朗格勒去和沙皇磋商事宜。不过沙皇仍然不与通融，执意要推进到法国的中心。然而他太专注于前进，以至于他并不反对梅特涅的其他提议，比如最终的和平会议在维也纳召开。梅特涅没有参加在查迪顿与法国的对话，因为他想和沙皇在一起（继续说服他），不过很快他们就被困住。在联军总部推进到特鲁瓦之后不久，就因为蒙米莱战役和蒙特罗战役（ Montmirailand Montereau）的失败而撤退到肖蒙。这也减轻梅特涅对于沙皇单方面过于自信的担忧。
拉昂战役胜利之后，联军又转入攻势，从1814年3月初开始直到3月中旬，梅特涅都一直在和法国特使科古兰谈判。这时梅特涅为让联军保持团结已经心力交瘁（梅特涅在写给斯塔基文的一封信中说道：你无法想象这里的人强加给我们的痛苦，我实在无法忍受，弗朗茨陛下已经有毛病，其他的皇帝都该进疯人院），而英国推动的休蒙條約（联军要求法国保留1791年之前版图以换取停战，拿破仑最终拒绝）也没有任何作用。在普鲁士和俄国缺席的情况下，联军同意波旁王朝的复辟。奥地利皇帝弗朗茨为取悦他的妻子而拒绝拿破仑退位的请求，3月30日巴黎陷落。由于军队调遣的需要，梅特涅不得不在3月24日向西撤退到第戎。而在谨慎考虑之后梅特涅4月7日出发去巴黎。4月10日他安全抵达巴黎，不过让他烦恼的是，他在巴黎的行动很大程度上受制于亚历山大沙皇。奥地利方面不喜欢枫丹白露条约，因为这是沙皇在联军不在场情况下强加给拿破仑的。4月11日梅特涅不情愿的在这个协议上签字。随后他的工作就成為：保证奥地利在波旁王朝复辟后的利益，确保奥地利在德国的影响力要超过普鲁士，遏止亚历山大沙皇的势力继续坐大。收回1805年失去的北意大利是梅特涅工作重中之重。为此目的，他以意大利民族主义没有历史根源为由拒绝他们的独立请求，并占领北意大利两省，奥地利终于又重新占有这个地方。
波兰和德国问题由于梅特涅为奥地利的利益不断阻挠而变得棘手。在普鲁士两次提案失败后，大多数的代表同意将这个议题延后至和平协议签署之后。联军的各国皇帝除了普鲁士国王，都很担忧如何帮助复辟的法国王朝去压制革命思想。5月30日签署著名的巴黎协议。出于梅特涅的需要，他继续待在巴黎，后来跟随沙皇一起去英格兰。那个跟着梅特涅一起来到巴黎的情妇威廉敏娜也一起跟着去英国。在英国的这四个星期他可以说是夜夜笙歌而且志得意满，他希望通过这些改变他阴谋家的坏名声。梅特涅还不断提升未出席的弗朗茨皇帝的威望。与梅特涅的彬彬有礼形成鲜明对比的，是亚历山大沙皇的无礼和粗鲁惹来英国人反感。梅特涅还获得牛津大学的名誉法学士学位。然而在外交事务上，他却没有那么成功，唯一能获得各方共识的是在维也纳召开会议，时间初步定在8月15日。 沙皇提议推延会议至10月份召开，梅特涅同意，不过让他担心是沙皇正力图从对波兰的实际控制中获利。梅特涅携家属于1814年7月中旬回到奥地利，中间在法国逗留一个星期，其间解除拿破仑皇后玛利亚·路易斯周围的危险。他回到维也纳的时候，有一首民谣这样唱道：“History holds thee up to posterity as a model among great men（历史把你定格在伟人之列）”。

### 维也纳会议

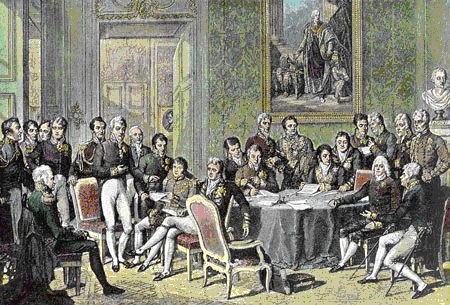
維也納會議

1814年的秋天，五个皇室首脑和代表以及216个贵族齐聚维也纳。在四大国的部长到来之前，梅特涅静静地呆在距离维也纳两小时路程的巴登。当他听说他们到达维也纳之后，他便赶赴过去与他们会面，并请他们一同去巴登。不过繁华的维也纳挽留住了他们，部长们在维也纳通过四次会议把一些关键分歧解决了。各方就如何运作这个会议达成了一致（规定会期2年一次等）。令梅特涅高兴的是，在他的推举之下，弗里德里克·延茨（他在德累斯顿时期认识的老朋友）成了六国谈判（奥，俄，英，普四国之上再外加法，西）的秘书长。不过当塔列郎和西班牙代表唐·佩德罗·拉布拉多在知道很多决议仅是由四国讨论作出时，他们表示了愤慨之情。瑞典和葡萄牙也有同样的愤怒，他们除了是会议的会员国这个身份外，任何事情他们都没有参与讨论的权利。结果这六国谈判会议成了八国委员会的预备会，他们第一个协议就是把维也纳会议推迟到11月1日。同时一个庞大的“有争议”的娱乐队伍由梅特涅组织并提供给各国代表享受，当然享受对象也包括他本人。
梅特涅离开卡斯尔雷（英国外交代表）去尝试说服沙皇。他一直被视为和谈的最大障碍，想从和谈中获得更多利益。梅特涅在意大利取得了一些成功，不过他失望的得知威廉敏娜爱上了沙皇。随后他提出奥地利要和沙皇共同统治波兰，不过沙皇却坚持俄国在波兰的优先权。梅特涅屏退了随扈并向沙皇表示奥地利是可以和俄国平起平坐的，这激怒了沙皇。从此这两人再也没有私下会面了。由于沙皇运用一系列的手段控制了普鲁士国王，使得梅特涅在波兰问题上栽了跟头。整个11月政治危机震动着维也纳，而弗朗茨皇帝拒绝辞退他的外相。维也纳和会的日期再一次延后了，仅有个小型的委员会在11月1日召集开会。维也纳会议这件国际事务对维也纳人没有什么吸引力，不过他们倒是开始担心不断地延宕会期造成的负担越来越重。同时，沙皇要求普鲁士中断与卡斯尔雷关于波兰问题的谈判，要求波兰成为俄国的附属国，而且仅给予最小的让步。在12月经过五天的磋商，他改变了主意，同意放弃一部分波兰土地给奥地利。同时摆上台面的难题包括与萨克森王国讨论德国问题，以及是否同意塔列郎提出的加入四大国的事情（即法国要加入四国中成为五大国之一）。
会议的两个焦点问题，德国和波兰，直到1815年的2月才得以解决。梅特涅可谓喜忧参半：奥地利享有的华沙公国将成为俄国的附属国。作为补偿，普鲁士只能获得部分萨克森领地（本来普鲁士要求获得萨克森全领）。现在，他的工作重点是要让大多数德意志邦国同意放弃一些曾经拥有的权利去成立一个新的联邦国会。他同时要协助瑞士委员会的工作，还有很多其他琐碎的事情。他还私下讨论关于南意大利的命运，因为若阿尚·缪拉在那不勒斯的军队正在变强。不仅如此他还有各种各样的代表团要接待，包括宗教的、政治的、经济的，来自于欧洲各地。3月7日，一条新闻把梅特涅惊醒，拿破仑从厄尔巴岛越狱了。得知消息的一小时之内他同时会见了普鲁士和俄国皇帝。一开始梅特涅没心情去改变大会进程，而且事情的进展对大会的影响也微乎其微。最终3月13日，五国联盟宣布拿破仑为逃犯，并于25日签署新协议将召集15万人的军队。一切似乎一夜之间回到了两年前。随着军队开拔渐行渐远，维也纳会议中弥漫着紧张的气氛并且迅速修改了独立尼德兰的边界，正式提议解散瑞士联邦，批准了此前关于波兰的协议。到4月底，只有两个问题了，新德意志联邦的组织问题和意大利问题。
之后事情马上到了紧要关头。奥地利加强了对伦巴第-威尼斯的控制，也加强了那些在玛利亚路易斯名义之下领地的保护。4月18日梅特涅正式向那不勒斯的缪拉宣战。5月3日奥地利在拖伦蒂诺战役（Battle of Tolentino）中取胜，并在其后不到三周的时间里就占领了那不勒斯。梅特涅觉得可以在回到维也纳之后再决定这个国家的命运。德国问题的讨论拖延到了6月初，之后一个奥普的联合提议获得了批准。许多纲领性的事项都需要德联邦议会讨论，议会主席是弗朗茨皇帝。尽管还是有许多批评声音认为奥地利应该在德国有更高的影响力，不过对这个结果梅特涅已经满意了，这已经相当于控制两个哈布斯堡家族了。当然，梅特涅此时可以利用议会为自己谋取利益。虽然如此，这些安排还是得到了大多数议会代表的欢迎。与此同时更高一级的官员准备向法国重新开战。最后一份协议6月19日在维也纳签署（俄国一周后签字），维也纳会议也就此正式结束了，随后大多数的代表都离开了这个城市。梅特涅自己早在13日就前往了前线投入到了战役之中。不过這已经没有必要了，因为拿破仑在6月18日的滑铁卢战役中完败。

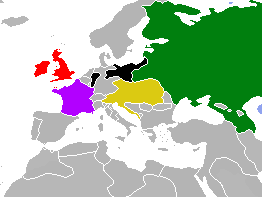
維也納會議與19世紀的大國協調
英國
法國
普魯士
奧地利
俄羅斯

在维也纳会议上，他积极推行欧洲大国均势政策，调和俄、英、普、奥列强瓜分领土和殖民地的矛盾，在巩固欧洲旧秩序上取得各方一致的意见。同时，他又利用列强之间的矛盾与英、法代表签订反对俄、普的秘密协定，确保奥地利在意大利和德意志联邦中的优势地位。这次会议名义上是为了重建欧洲和平，实际目的却是复辟封建王朝，打压各国的民族、民主运动。因梅特涅及多数与会领袖都认为，民族主义及民主运动是致乱之源，并敌视法国大革命的原则。他们致力使欧洲回归到1789年法国大革命前的原状，恢复旧秩序下的思想与制度，重新建立欧洲的保守势力。在梅特涅的强势主导下，维也纳会议订下欧洲各国以后的“协调”方针，亦种下日后四国同盟的建立。

### 巴黎和意大利
1815年6月15日，当梅特涅一子二女险些丧命于一次大桥坍塌事故的时候，他正在和他的盟友在巴黎再一次商讨和平协议事宜。他不喜欢和家人分离，也不喜欢这种无休止的谈判。他不得不努力调解普鲁士、巴伐利亚、荷兰关于领土补偿的问题。俄国倾向于经济补偿，英国和梅特涅马上附议此方案，因為固执无比的法国是不愿意被分割的。在133天谈判之后（这个天数比拿破仑复辟时间还要长33天），第二次巴黎协议在11月20日签署。法国割让部分东部领土，赔偿7亿法郎以及他曾經掠夺的艺术品。法国接受联军驻军15万人的要求，同时一份由亚历山大沙皇起草，奥地利外相修改的单独条约于9月26日签署。这确立一个由俄国、奥地利、普鲁士为核心的神圣同盟。不过由于文件中弥漫着含糊的自由主义情绪，所以这个同盟不是梅特涅想要的更不是他想要推行的。除了教皇、大英帝国、奥斯曼帝国之外，欧洲大多数国家签署文件。不久之后，一份单独协议重申四国同盟（梅特涅多次主持四国同盟的会议，策划镇压欧洲各国的革命。他先镇压意大利革命，并支持法国镇压西班牙的革命。总之，四国同盟在1820年以后成为专制君主压迫各民族自由的联盟。当英、法不肯再与其合作后，它甚至不复存在欧洲协调的外形，进一步成为史家王曾才所称的“东欧三专制国家反革命联盟”）的地位，其中第六条建立欧洲會議制度和一系列常规外交会议制度。随着欧洲的和平，奥地利旗帜飘扬在梅特涅成为外相时的一半领地之上。
梅特涅又转移到意大利的问题上面。1815年12月初，他第一次来到意大利。在访问威尼斯之后，他的家人在12月18日和他会合。梅特涅呼吁给予一些地区自治权，这是他唯一一次表现为一名自由主义者，但弗朗茨皇帝没有同意。梅特涅在意大利待4个月，这四个月他十分忙碌，還患慢性眼膜炎。他试图在米兰处理奥地利的外交事务，但是当奥地利皇帝和巴伐利亚国王发生严重分歧的时候，梅特涅因为他不能当场解决问题而受到严厉批评。不过他的政敌也没能抓住机会，因为斯塔基文正忙着做他的财务大臣，皇后玛利亚·鲁铎维卡（ Maria Ludovika），梅特涅政策的激烈批评者，在4月份的时候死于肺结核（年仅28）。当梅特涅和皇帝的观点相左的时候，一旦梅特涅固执起来，往往最后只有皇帝让步去接受他的提议。梅特涅最终于1816年5月28日回到维也纳，他差不多快一年没在首都。身心俱疲的梅特涅静悄悄度过1816年剩下日子，这些日子他倾心关注于奥地利的财政状况，监督德国的自由主义和意大利的民族主义。12月一件事情震动梅特涅，就是朱莉·西奇·费斯特蒂奇（ Julie Zichy-Festetics奥地利内政部长的老婆，维也纳会议的美女，梅特涅情妇之一）的死，两年后梅特涅写到“他的生命在那一刻结束”。唯一令他安慰事情是7月份宣布梅特涅将获得在莱茵河边上约翰内斯堡的新不动产，距离他出生地科布伦茨仅40公里的地方。
梅特涅45岁的姐姐博林1817年2月份嫁给符腾堡的费迪南，6月梅特涅被要求护送皇帝的女儿玛利亚·里奥波尔蒂娜远嫁葡萄牙，在里窝那登船。他们到达那里之后发现船只延误，梅特涅乘机再一次周游意大利。他去威尼斯、帕多瓦、费拉拉、比萨、佛罗伦萨和卢卡，他喜欢夏天的意大利。尽管意大利发展方式不是皇帝喜欢的，不过梅特涅还是认为局势可以控制，于是在8月29日提出地方自治的新方案。在这个方案失败之后，梅特涅决定加大全国的行政改革力度以避免帝国内其他人认为他在偏袒意大利。他于1817年9月12日回到维也纳，并立即开始操办他女儿与伯爵约瑟夫·艾什泰哈奇的婚事，梅特涅为此累病。在他恢复后，他于1817年10月27日将他的提案压缩成3个文件呈交给皇帝。改革后行政权力仍然是不民主的，不过将新产生一个司法部长和四个行政区的首长，其中一个是意大利。重要的是这样划分是区域性而非国家性。不过他的提案修正后通过，修正后的方案是：四个首长改为三个，意大利获得其中之一，意大利人将出任首长并获得财政去维持行政、教育和司法。不会设立新的司法部长一职，在司法改革后，沃尔斯伯爵成为司法部门的领导人。梅特涅成为伦巴第-威尼斯的新任总督，不过他的政治倡议（意大利自治）还是受到严格限制。

### 亚琛，特普利采等
梅特涅工作重心一直在维持欧洲大国的联盟，并且保持本国作为调停者地位（相当于要做纵贯线）。现在他担心的是愛奧尼斯·卡波季斯第亞斯（希腊驻俄大使）自由主义思想影响沙皇，而且在奥斯曼帝国衰弱之后，沙俄对近東的野心也越来越大。1818年4月由英国发起，梅特涅推动，6个月后在德国边境召开亚琛会议。与此同时，有人建议梅特涅可以去卡罗维发利的温泉治疗风湿。这是一次舒适的月假疗养，不过在疗养期间他得知他72岁父亲的死讯。他去看他在孔格斯瓦特的家产，然后在8月底前往法兰克福去鼓动德联邦的州去同意一些程序上事项。他终于可以在时隔25年之后重回自己的老家科布伦茨，然后他又去看他在约翰内斯堡的新财产。
当他前往亚琛的时候，他是陪同皇帝一同出行的。一路上他們感受到来自莱茵河沿岸天主教城镇的温暖致意。他事先安排媒体对这次会议冠以和平时期第一次会议的标题。他十分希望这个在10月召开的会议能顺利进行。事实上梅特涅很清楚他想从这个会议上获得什么：让联军部队从法国撤离并且要保持欧洲大国的联盟。梅特涅拒绝沙皇建立一支欧洲军队的理想化建议，但他要求加强对普鲁士言论自由的控制，却难以获得支持。虽然如此，欧洲大国还是在表面上维持高度和谐，梅特涅很高兴看到亚历山大沙皇重新接受保守派的观点。

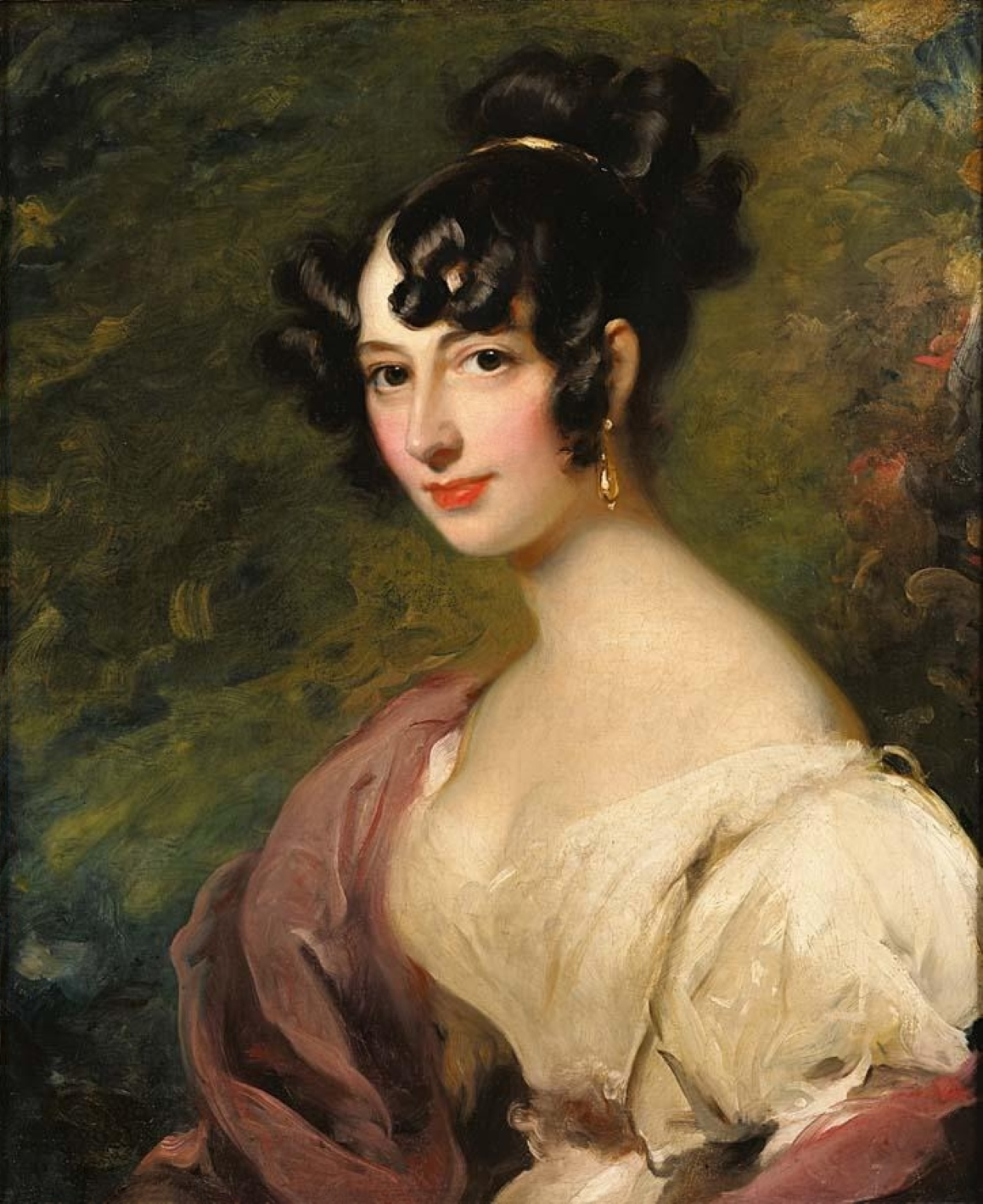
多罗西亚·利芬

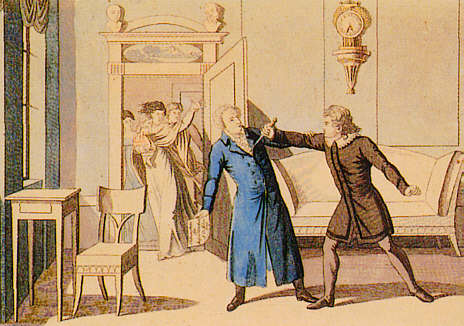
奥古斯特·冯·科茨布被刺

由于受到多罗西亚·李文（俄国驻伦敦大使夫人）美色的吸引，梅特涅在会谈破裂之后立即与她一起去布鲁塞尔。尽管他没待多久，但他们之后书信来往8年之久。梅特涅于12月11日回到维也纳，不过这次不像过去，可以花大把时间陪孩子，而是在圣诞期间宴请沙皇，在皇帝出访意大利之前，他花12周时间监视意大利和德国。这次的出访行程由于德国保守剧作家奥古斯特·冯·科茨布被暗杀身亡而缩短。
梅特涅在犹豫是否要利用这件事情压制德国的大学思想，还是要在德联邦议会中借机进一步加强奥地利意志。他最终在6月作出决定：如果德国政府不带头抵制这种自由主义思想，奥地利将亲自介入镇压此事，这是在巴尔斯贝德一次非正式会议上作出的决定。为要试探一下普鲁士的态度，梅特涅7月在特普利采会见普鲁士国王腓特烈·威廉三世。他与拿骚首相卡尔·埃贝尔在特普利采会议上对保守方案达成一致。卡尔斯巴德会议在8月6日召开，一直开到月底结束。会上梅特涅迅速征服那些反对他提出的“针对革命党的方案是正确而且必须先发制人”的声音。虽然有责难之声，不过梅特涅还是对结果感到满意，这就是著名的卡尔斯巴德法令。
这一切来的太简单让梅特涅感到不安，他现在担心之后召开的维也纳会谈会遇到麻烦。梅特涅确实发现自己受到符腾堡亲王和巴伐利亚亲王的牵制，他们要求他放弃改革联邦的计划。他现在后悔5年前太轻率强推现行的联邦宪法。虽然如此，在其他问题上他还是坚持立场，会谈的最终决议高度的反对革命，並没有超出梅特涅的预期。他一直待在维也纳直到1820年5月和谈结束，一方面他觉得这个会谈很无聊，一方面他的女儿克莱门蒂妮于5月6日死于肺结核让他伤心。于是他去布拉格，在那里他得知他长女玛利亚得肺痨，他赶去巴登陪伴在她身边直到她7月20日死去。她们的肺疾迅速传染给埃莉诺和他们其他孩子，他们随后留下梅特涅一人在奥地利，其余的都去法国疗养。
1820年剩下时间充斥革命的新闻，其中还包括西班牙。梅特涅此时左右为难，一边他要履行对沙皇的保守派誓言，一边他要取悦英国不干涉独立革命，于是他在西班牙问题上采取“同情的不作为”的态度。但令他没有想到的是7月初古列尔摩·佩佩（Guglielmo Pepe）在那不勒斯王國领导一场革命，并强迫國王费迪南一世接受新宪法。梅特涅勉强答应由沙俄发起的特拉波會議，于10月召开讨论这些非常事件。不過，梅特涅担心過頭，因為沙皇已经安排好一切，并接受一个各方同意的折衷方案。不过他仍然担心希腊大使愛奧尼斯·卡波季斯第亞斯对沙皇自由主義方面的影响，于是他根据他的保守原则写下一份长长文件呈交给沙皇，让沙皇攻击新闻自由和中产阶级的崛起。
这场会议在12月的第三个星期解散，下一步将召开萊巴赫會議讨论那不勒斯的费迪南一世的问题。梅特涅发现在萊巴赫的会议比在其他会议上他更能掌控全局。他操控着费迪南去否认他数月前刚刚签署的自由宪法。为镇压革命，2月，奥地利派出部队前往那不勒斯，3月抵达。在没有任何征兆的情况下，大会中止，这给梅特涅机会去亲近欧洲各大国的代表直到革命被镇压。3月中旬，皮埃蒙特区爆发革命，梅特涅在沙皇的帮助之下向边境派出9万士兵。
俄国人的支持缓解奥地利军队紧张情绪，也缓和维也纳方面对于梅特涅政策太过昂贵的担心。梅特涅回应说那不勒斯和皮埃蒙特要为他们重获和平付出代价，不过梅特涅仍然对意大利的未来担忧。令他安慰的是1821年5月25日，梅特涅获得首席大法官和国家总理的职位，这两个职位自从1794年考尼茨-里特貝格親王（外交革命的締造者）死后就一直空悬至今。同样令他高兴的还有沙俄、普鲁士、奥地利三国重新亲密起来。然而，这是以牺牲英-奥双边关系为代价的。当英国谴责特拉波會議的时候，梅特涅认为这只是微不足道的政见分歧。

## 首相时期

### 汉诺威，凡羅拿，切尔诺维茨
1821年，当梅特涅和沙皇还在萊巴赫的时候，亚历山大·伊浦西兰蒂斯（希腊独立战争领袖对抗奥斯曼帝国）的叛乱为“近東问题”（即奥斯曼帝国与欧洲列国的战争）带来新情况，即如何对待全面衰弱后的奥斯曼帝国。梅特涅与他的前任一样，认为需要保存奥斯曼帝国作为沙俄的障碍，同时可以阻隔来自于巴尔干半岛的民族主义思想。在沙皇回到俄国之前，梅特涅保证他不会在巴尔干半岛上采取单边行动，而且再三写信给沙皇要求他不要介入此事。为获得英国的支持，10月他在汉诺威会见卡斯尔雷子爵（现在的德里郡侯爵）和英王乔治四世。国王和子爵热情的招待他。两国的嫌隙因此得以消弭，而且英国同意他们将支持奥地利的立场。梅特涅很高兴的离开，不仅如此，他还遇到老情人多罗西亚·利芬。他相信欧洲能够经受得住革命的风潮而且大国联盟更加巩固。

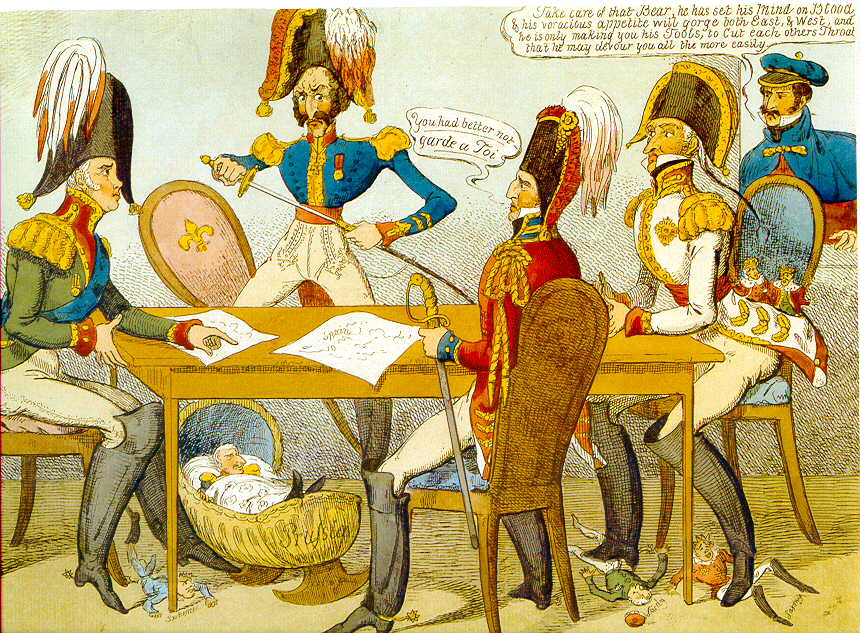
凡羅拿會議(1822)的諷刺漫畫

圣诞节期间沙皇的政治行动超过梅特涅预期。1822年2月，沙皇派出德米特里·塔提斯车夫前往维也纳会见梅特涅。梅特涅确信狂妄自大、野心勃勃的沙俄是希望梅特涅来主持大局。作为回报，奥地利支持强制执行俄国与奥斯曼的协议，只要其他的同盟国也这样做。事实上，梅特涅知道这件事情英国是不会同意的。接下来好消息是6月25日梅特涅在俄国宫廷裡的老对手希腊大使卡波迪斯特里亚斯退休。然而在4月底一个新的威胁产生，俄国决定介入西班牙事务，这被梅特涅形容为“彻彻底底的荒唐行为”。这位奥地利首相为争取时间，让他的盟友卡斯尔雷提前来到维也纳商量对策，不过卡斯尔雷8月12日自杀。在英国的新代表惠灵顿公爵到维也纳之前，梅特涅意识到他在这件事上的立场已经站不住脚。随着卡斯尔雷的死，加上英奥两国的关系冷淡化，梅特涅已经失去可以依赖的盟友。凡羅拿會議是一个很好的社交会议而非外交会议。本来应该关注讨论的意大利问题，现在变成讨论西班牙问题。奥地利坚持不得干涉西班牙内政，但最后法国取得胜利。俄国承诺一旦法国入侵西班牙便支援15万人，普鲁士也同意提供援助。梅特涅担心不知道他们会怎样进入西班牙，也担心法国的野心，不过虽然如此，他还是表示如果法国能证明他干涉西班牙的必要性的话，奥地利也誓言支持（仅是道义上的）。
梅特涅在凡羅拿逗留到12月18日。在威尼斯和沙皇见几天的面之后，他只身前往慕尼黑。1823年1月初他回到维也纳，然后一直待到9月。事实上他在凡羅拿的逗留时间远少于从前，部分是因为他现在已经是首相，还有部分是因为他的健康状况不如从前。不过受到他家人5月从巴黎归来这件事的鼓舞，他又在维也纳的社交圈焕发青春。不过政治上，这一年却是让人失望的。3月法国单方面越过比利牛斯山，撕毁在凡羅拿建立起来的“道义联盟”。同时梅特涅认为新教皇良十二世太过亲法，德国的几个城邦也因为未能加入到凡羅拿会议中与奥地利闹矛盾。此外梅特涅急切的破坏俄国外交家波佐·迪·博尔格的名声（他倾向于自由主义思想），而不是洗刷沙皇此前对他的怀疑。更糟的是九月底，当他陪着皇帝在切尔诺维茨会见沙皇，以讨论乌克兰会议的解决方案时，梅特涅却发烧。他只能和俄罗斯外相卡尔·内斯尔罗德做简单交流。病榻中的梅特涅没有参加切尔诺维茨的会谈，不耐烦的沙皇提议在沙俄首都圣彼得堡继续讨论東方问题。梅特涅谨慎让俄国控制着这件事情，因而尽量争取时间去拖延这个会议。
幸运的是，梅特涅和沙皇在圣彼得堡共同提出的议事日程（一个对沙俄有利的東方问题解决方案，和三个希腊公国的有限自治权问题），这两个国家的联合让其他列强感到不快。英国外交部长乔治·坎宁在他宣布不参加这个会议之前，他同样在争取时间拖延，这让亚历山大沙皇极为不满。梅特涅观察整个1824年，他相信只要数月时间，他的影响力就将超过沙皇。梅特涅重新修改他5年前在卡尔斯巴德提出的保守方案，并且寻求进一步将奥地利的影响力超越德联邦的方法。梅特涅告知新闻媒体，他们将不能再全程公布议会的进程，而只能发布最终的决议。
1825年1月，他开始担心他妻子埃莉诺的健康问题，他奔赴巴黎去服侍在她的病榻之前，她于3月19日病逝。尽管他为她伤心欲绝，但他也不忘抓住机会和巴黎的精英们共进晚餐。他轻易获得一些社交上的胜利，另一方面沙皇也听说他在巴黎的事情，这对他的名誉没有任何帮助。他4月21日离开巴黎，5月7日到达米兰后与皇帝会合。他婉拒教皇让他担任红衣主教的提议。然后他在热那亚做短暂停留。7月初和皇帝分别后，他与他两个女儿里欧婷和赫麦恩一起去安静的巴特伊施尔（温泉城镇）旅游，尽管那边与世隔绝，但是他还是源源不断的收到关于奥斯曼帝国的坏消息，希腊的革命迅速的被埃及的易卜拉欣·阿里镇压。他还不得不处理圣彼得堡会议的余波，虽然沙皇未能成功召集这次会议，不过他已经和所有的大国的公使交流过。到五月中旬，一切已经很明显，各大国的步调越来越不一致，而神圣同盟也名存实亡。

### 匈牙利议会，沙皇之死和意大利问题

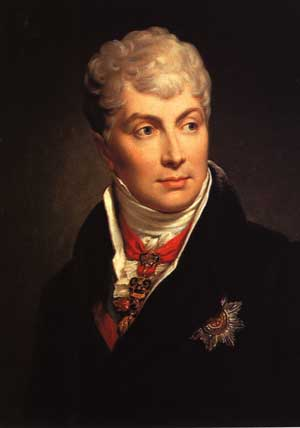
梅特涅，約1830年

梅特涅建议弗朗茨皇帝重新召集匈牙利议会，这将是推动财政改革的好方法。事实上，1825年到1827年的议会召开300次会议，这些会议充满各种对帝国侵犯匈牙利贵族历史权利的批评。当梅特涅被迫前往普莱斯堡去履行一个礼仪性事务（匈牙利科学学院的成立）时，他抱怨说这议会浪费他的时间，破坏他的习惯，影响他的生活。他發現匈牙利民族主义情绪不斷滋生，並担心赛切尼·伊什特万影响力的增长（他捐献一年的收入去成立匈牙利科学学院），1825年梅特涅与他会面两次。回到维也纳后，在12月中旬，他听闻沙皇亚歷山大一世的死讯，此时他百感交集。梅特涅了解沙皇，他的死让他想起自己犯下的错误，但這令他有机会将过去外交上的不快一笔勾销。此外，他本还可以向老沙皇邀功，因为他成功预言十二月党人对新沙皇尼古拉一世的自由主义叛乱，这场叛乱之后被镇压。如果梅特涅还是个年轻人，他将亲自拜会新沙皇，不过他已经53岁，他在仔细指示费迪南大公（王储）后让大公前往沙俄。他还与英国特使惠灵顿搞好关系，以争取他的帮助来改善与沙俄的关系。尽管如此，尼古拉一世即位后的十八个月内，并没有和梅特涅交好。首先是因为沙俄接受了英国的调停提议，将于1826年4月4日介入東方问题（奥斯曼帝国与西方列强的战争），其次是因为奥地利无视阿克凯尔曼大会（奥斯曼帝国与沙俄停战协议）的谈判，第三是因为法国也对梅特涅关于東方问题不干涉原则的无视。1826年8月沙俄外相内斯尔罗德拒绝梅特涅提议召集大会去讨论将导致葡萄牙自由战争爆发的一系列事件。梅特涅用他“惊人的韧性”接受他本人的这段黑暗时光。
1827年11月5日，安托瓦内特·冯·来卡姆成为他第二任妻子。她只有二十岁，比梅特涅的儿子维克多还要年轻，维克多甚至被她的继母所吸引。这场婚姻——一次在黑岑多夫的婚外情——引来不小的批评之声。不过安托瓦内特的优雅和迷人为她征服维也纳社交圈。同一天，英国、法国、沙俄三国军队在纳瓦里诺海战中重挫奥斯曼帝国的舰队，这使得沙俄的侵略（奥斯曼帝国）更有可能。梅特涅担心任何行动都可能摧毁奥斯曼帝国，从而破坏1815年以来奠定的大国平衡。不过让梅特涅放心的是英国新首相惠灵顿公爵对此也有同感。在他再一次提议召集会议的努力失败后，梅特涅只能从東方问题上退出，仅仅成为一名观察员。他认为1829年9月签署的亚德里亚堡协议（Treaty of Adrianople，奥斯曼帝国的割地赔款协议）有太多的不确定因素。尽管他公开批评这份协议对土耳其太过严厉，但是他私下對这份协议感到滿意，因為它的仁慈并且给与希腊完整自治权，这将成为沙俄扩张的缓冲。到1829年末，梅特涅觉得有希望让奥地利重回在欧洲事务的中心地位，而不需要借助那些纸面的协议。而与此同时梅特涅的私人生活却充满忧伤。1828年11月他母亲病逝，1829年1月安托瓦内特在生下他们的儿子理查德·冯·梅特涅（Richard von Metternich，日后也成為一位外交家）五天后病逝，1829年11月30日，刚刚成为外交官的维克多·冯·梅特涅病逝。接下来的圣诞节孤独而悲伤，他还担心他的保守派追随者严厉手段和复燃的自由主义思想。
1830年5月，梅特涅前往他在约翰内斯堡的庄园，一个月后回到维也纳，他担心“伦敦和巴黎的混乱”，而他却无力阻止这一切。听说内斯尔罗德正在卡尔斯巴德进行水疗，他于7月底前往那边去会见这个俄国人。他严厉指责沉默的内斯尔罗德，幸运的是没有什么过激行为，两人约定8月再一次会面。这期间梅特涅听说法国的7月革命，这深深的震动他（他说道：我一生的工作都被摧毁），不过理论上这也给再一次召集四国同盟会议的机会。梅特涅按计划和内斯尔罗德见面，内斯尔罗德拒绝梅特涅重建旧四国联盟的建议，他们同意直到新政府表现出对欧洲扩张的野心时再予以镇压。尽管对这个结果满意，梅特涅还是因为一连串坏消息感到揪心，布鲁塞尔局势动荡、惠灵顿公爵辞职、德国境内呼吁立宪，他忧郁的写道“这是病态的享受”，是欧洲旧秩序“终结的开始”。虽然如此，他还是感到安心，因为经过7月革命，法俄的联盟已经破产，尼德兰也有梅特涅喜歡的舊式议会。1830年在匈牙利议会的會議更加成功，在只有少数异议的情况下，费迪南大公被加冕为匈牙利国王。此外，11月，他与25岁的梅勒妮·西奇-法拉利订婚，她来自于梅特涅久仰大名的马扎儿家族。这次婚姻引来的街谈巷议远小于上一次，他们于1831年1月30日结婚。
1831年意大利终于发动自由革命，2月，帕尔马、摩德納、博洛尼亚纷纷爆发起义，并呼吁法国的帮助。这些城市的前任主子纷纷向奥地利求援。但是梅特涅担心在没有新教皇額我略十六世允许的情况下，不能进军教皇国。不过他还是派军占领帕尔马和摩的那，最终穿过教皇的领地。3月底，意大利恢复和平。7月，他命令军队从教皇国退出，1832年1月，这些军队再一次进入意大利镇压第二次叛乱。这时的梅特涅明显苍老，他头发变灰，面容憔悴，心情沮丧，尽管如此他的妻子还是喜欢陪在他的身边。1832年2月，梅特涅的女儿出生，他以他妻子的名字命名这个孩子。1833年生儿子克莱门斯，不过仅出生两个月便夭折。1834年10月他们又生一个孩子，保尔。1837年他们生了第三个儿子，路德。他发现有小孩可以有效避免与这个社会脱节，而妻子可以有效当做抵御社会事件的盾牌，而他妻子影响奥地利政策的能力非常有限。政治上，梅特涅有新的对手，帕莫斯顿大人（后来的英国首相），1830年出任英国外相。直到1832年底，他们几乎在每一件事情上都意见相左。梅特涅写到：总而言之，帕莫斯顿在每件事情上都犯错。当1832年梅特涅再次束缚德国大学思想的时候，英国认为根据1815年的协议，其有权反对奥地利对于德国大学的思想束缚，这让梅特涅很恼火。梅特涅还担心帕莫斯顿会将欧洲的大型会议放在英国召开，这样会极大削弱梅特涅的影响力。

### 東方问题再起和欧洲和平
1831年埃及入侵奥斯曼帝国，担心奥斯曼帝国的全面崩溃而奥地利只能获得很少的利益，梅特涅因而提议多国对奥斯曼帝国的支持。法国对此态度暧昧，英国则提出要在英国开会讨论。事实上，到1833年的夏天，英奥之间的关系已经跌到谷底。真正让梅特涅在意的是沙俄的态度，在沙俄他有信心找到更多的共同语言（也许是他一厢情愿），而之后俄国和奥斯曼帝国签署的帝国码头协议（Treaty of Hünkâr İskelesi，两国的互助协议）让梅特涅感到惊讶。虽然如此，1833年9月，他准备在特普利采会见普鲁士国王，并且在慕尼黑城堡陪同弗朗茨一世会见沙皇尼古拉斯一世。与普鲁士国王的见面互动良好。尽管普鲁士经济突飞猛进，但梅特涅仍然感到自己能够控制这个国家。而与沙皇的见面是紧张的，但沙皇却表现的很热情，双方一共签署三个慕尼黑城堡协议，框架一个新的保守主义联盟来支撑在土耳其、波兰和其他国家现有的制度。梅特涅高兴离开，唯一令他失望的是波兰民族主义情绪日益高涨。而在不久之后，他听说一个由英法西葡四国组成的四国同盟于1834年成立。这个自由联盟公然抨击奥地利的价值观，帕莫斯顿写到：当梅特涅知道我们的协议之后，他很想看看梅特涅的脸色。这确实是个痛苦的指责，几乎爆发一场战争。梅特涅双管齐下：一边阴谋让英国外相下台，一边试图建立一个跨大国集团的联盟（后者失败）。11月帕莫斯顿下台，梅特涅於是无事可做。“我们（辉格党）出局”帕莫斯顿写到，“立即把这个事情告诉梅特涅，他会很高兴的”。事实上，到1835年春，帕莫斯顿已经做好回归外交大臣的准备，不过此时梅特涅感到一场大范围的战争得以避免，新的四国联盟也将土崩瓦解。
1835年3月2日奧皇弗朗茨一世驾崩。继位者是他的癫痫症儿子费迪南一世。尽管这位皇帝被人称为“君王中的鬼”（ghost of a monarch），而梅特涅却将他置于一个非常重要的法律地位，并且尽自己可能维续着政府的运作。他很快就被要求陪着费迪南一世前往特普利采和普鲁士国王与沙皇见面，费迪南被彻底征服，尤其是代表团列队行进到布拉格的时候。不过整个会面还是和谐的。之后的数年对梅特涅而言算是相对的和平，外交上，梅特涅和帕莫斯顿偶尔会因为自己没有成为英国与沙俄黑海问题的中间人而气愤。梅特涅也会花一点时间来支持科技的应用，比如铁路。他最迫切的问题是匈牙利，他不情愿支持温和派的赛切尼，在一条评论梅特涅“正在衰败的政治权利”的问题上，他犹豫不决。在宫中，他坚决反对并挫败他的对手，明日政治之星弗朗茨·安东·冯 科洛弗拉特-李博斯坦恩斯凯（Franz Anton von Kolowrat-Liebsteinsky），尤其是反对他增加军事预算的提议。在1836年他试图强行通过宪法改革法案失败之后（主要是由于更加倾向于自由主义思想的约翰大公阻挠），他不得不在“奥地利国家秘密会议”中分权给科洛弗拉特和路德维格大公。国家决策自然陷入僵局，他甚至打算要辞职，不过这是不可能的。因为在他生四个小孩以后，他的收入要维持约翰内斯堡，孔格斯瓦特，普拉斯（他1826年购买的城堡）的庄园已经捉襟见肘。1838年他在特普利采会见普鲁士国王和沙皇，他用老方法对付老威胁，他记录到：我能知道普王弗里德里克·威廉姆一次要用多少鼻烟。
1839年梅特涅已经做好第二次土耳其-埃及战争的准备，并且渴望重建奥地利的外交威望。他迅速召集代表到维也纳，他们于7月27日发布对君士坦丁堡支持的公告。然而，沙皇尼古拉斯一世在圣彼得堡向梅特涅传递了一个消息，他反对维也纳成为欧洲的外交中心。梅特涅疯狂工作力图实现他的计划以至于病倒，用5周时间在约翰内斯堡休养。奥地利失去主动权，他们不得不接受伦敦成为“東方问题”的谈判中心。这不是唯一的坏消息，三周后，梅特涅建立的欧洲跨大国联盟（他的外交提议跟着法国首相阿道夫·梯也爾摆动）变得少人问津。同样地，随着梯也尔的下台，在德国议会上就很少听到梅特涅的议案。一个加强驻维也纳大使影响力的单独议案也被否决。这些挫败为梅特涅剩余的首相生涯定调。在外人看来，是梅特涅的病让他不再爱他办公室。之后的十年里，他的妻子梅拉妮静静的准备着那个时刻，要么他从办公室退休，要么死在办公室。1840年初，梅特涅的工作又回到匈牙利上面来，这次匈牙利要区别与奥地利帝国的民族认同问题。这次梅特涅展示他敏锐的观察力，但他关于匈牙利的提案已经为时已晚，强硬派科苏特·拉约什（后来的匈牙利总统）已经建立起一个坚强的民族主义阵营。梅特涅对于其他民族的支持是不完整的，因为他与这些要分裂帝国的人永远有个不可调和的矛盾。
在奥地利国家会议上他失去一个主要盟友，卡雷尔·克莱曼-马丁尼茨。1840年，在解决奥地利政府不断升级的瘫痪状态问题上，他一无作为。梅特涅现在努力去强推他期望的检查制度。幸运的是，奥地利境外没有大的反对奥地利制度事情。意大利是安静的，普鲁士的新国王腓特烈·威廉四世不需要重新教导，英国新女王维多利亚在他们第一次会面时对这迫在眉睫的问题表现漠不关心。令人担心的是沙皇，他认为哈布斯堡王朝和奥地利已经到最低点。1845年沙皇在一次对意大利随性的旅游之后，回俄国路上他出人意外的在维也纳逗留一下。他是一个令人尴尬的客人，不过在一片奥地利的批评声中，他消除梅特涅的疑虑，俄国不会再一次去入侵奥斯曼帝国。两个月后，这两个国家共同致力于「加利西亞大屠殺」（利誘烏克蘭農民獵殺波蘭貴族），同时克拉科夫市宣布独立。梅特涅随即授权军队占领这个城市，命令部队恢复周边地区的秩序，并认为这里需要一个更加永久的解决方案。梅特涅热衷于撤销1815年给予克拉科夫市的伪独立政权。在与普鲁士和沙俄数月的谈判之后，奥地利于1846年11月吞并这个城市。梅特涅将其视作个人的胜利。而事后看来，这是一把双刃剑：不仅波兰的不同政见者正式成为奥地利的一份子，而且在被他们视为神圣的1815年独立的权力被剥夺后，他们致力于推翻“梅特涅体系”的决心便日益增长。英国和法国同样表示愤怒，不过梅特涅却并不在意。之后的两年，费迪南一世未能退位让其儿子继位，梅特涅认为奥地利需要他來维持这个政府。

## 革命
尽管梅特涅的晚年已经相当疲累，但从他的首相官邸还是源源不断送出政令。新教皇庇护九世受到自由主义思想吸引，站在梅特涅和奥地利对立面。与此同时，在一个歉收之年，帝国失业率和物价都在上涨。当1847年夏天梅特涅命令占领教皇控制的费拉拉时，来自于教皇和帕莫斯顿的强烈抗议让他感到手足无措。这些只是一个开始。尽管获得法国首相弗朗索瓦·基佐在瑞士内战中的支持（这么多年来法国第一次支持奥地利），事情仍然没有变好。他们被迫回到支离破碎的瑞士，梅特涅还提供免息贷款给瑞士政府。他们提议召开一个会议，不过很快就变得没有必要，因为瑞士政府被革命军击败。这对梅特涅的威望是个巨大打击。他在维也纳的政敌抓住整件事情作为他已經不适任的证据。1848年伊始，梅特涅就预料到这是个麻烦年。为应对日益增长的威胁，他派出一位特使凯尔·路德维格·冯·菲凯尔蒙（Karl Ludwig von Ficquelmont）前往意大利。他恢复梅特涅1817年的意大利计划，还要做好预先的准备應付法国各种偶然的计划。2月底，当骚乱蔓延的时候，奥地利陆军元帅约瑟夫·拉德茨基宣布意大利伦巴第-威尼斯地区进入戒严。尽管局势这样，并且传来法国再一次革命的消息，梅特涅仍然没有操之过急的行动。毕竟作为奥地利政坛里面唯一常青树，这种事情他已经司空见惯。他相信除非在奥地利发生革命，否则他不可能下野，而这种革命不太可能发生。虽然如此，他被萨克森外交官，传记作家穆拉特形容为：他是他从前自己的缩影。

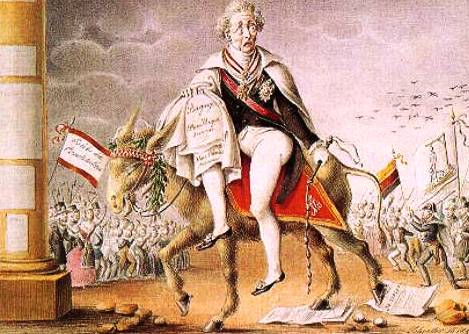
描述梅特涅在1848年3月革命流亡的諷刺漫畫

3月3日科蘇特·拉約什（匈牙利以后的总统）在匈牙利议会上发表一次激烈的演说呼吁实行宪政。虽然如此，直到3月10日梅特涅才关心这件事情，维也纳此时的威胁与反威胁言论满天飞。两次有组织的請願要求更多自由、更多透明度及更多代表权。3月13日到达高潮，学生也加入到集会队伍中，人们欢呼皇室口号却不断要求梅特涅下野。在持续一个上午请愿集会活动之后，正午时分梅特涅被路德维格大公召去见面。梅特涅要求军队介入，并且发表一个事先准备好的声明，只给这些集会者最少让步。下午，集会示威活动升级，军方开火造成五人死亡。当那些被剥夺公民权利的自由主义者也加入到示威人群中来，暴民们被彻底激发起来，他们开始打砸抢烧。学生们提议他们将建立一个亲政府的学术军团（由大学生组成的军队组织），只要他们的要求得到满足。路德维格大公希望能够接受这个提议，并告诉梅特涅必须辞职，他不情愿接受。在首相官邸睡一夜之后，他的幕僚建议他要么收回辞呈，要么离开维也纳。当路德维格大公告诉他政府将无法保证他的安全之后，梅特涅先是去塔夫伯爵家里，然后在朋友查尔斯·冯·徐格尔，约翰·雷希贝格的帮助下，他去距离维也纳40英里远的列支敦士登亲王家里。梅特涅的女儿里奥汀3月21日到他身边。有人建议他去英国避避风头，他同意。梅特涅、梅拉妮和19岁的儿子理查德出发去英国，留下里奥汀照顾其他小孩。梅特涅辞职迎来维也纳一片欢欣鼓舞。维也纳平民对梅特涅时代检查制度的终结感到高兴。

## 流放、回归、死亡

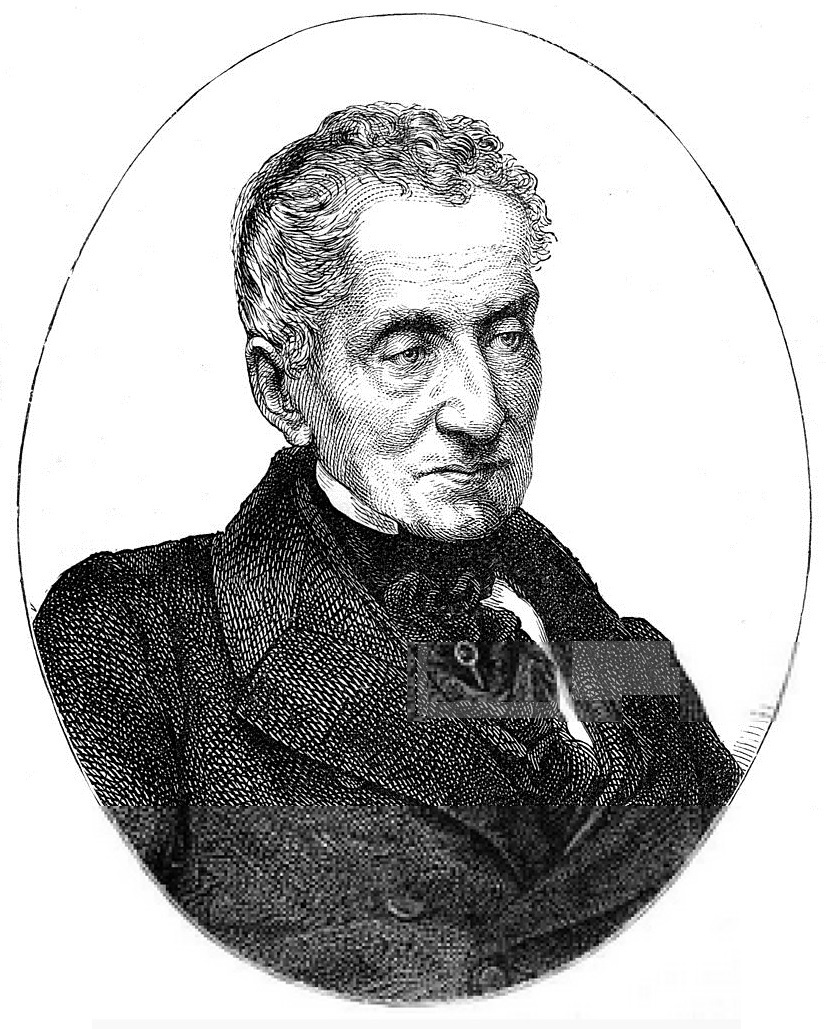
老年的梅特涅

在经过了9天焦躁不安的跋涉之后（途中有些城镇欢迎他們到來，有些城镇拒绝），他们终于来到荷兰城市阿纳姆。在梅特涅恢复体力之后，他们前往阿姆斯特丹和海牙。在那里他们等待4月10日爆发的英国宪章运动的结果。4月20日他们从布莱克沃登陆伦敦。他们在汉诺威广场的布伦兹维克旅馆度过舒适两星期，直到他们获得永久居留权。梅特涅非常喜欢在伦敦的时间。接近80岁的惠灵顿公爵招待他，帕莫斯顿、弗朗索瓦·基佐（法国前首相，也被流放）、本傑明·迪斯雷利也来拜访他，他们都喜欢和他谈论欧洲的政治。唯一让他失望的是维多利亚女王对他到来没有任何表示。他们三人在伊顿广场44号租个房子，住4个月。夏天的时候其他的小孩也来到英国。他关注着奥地利的时政，并且否认自己曾经的错误。他用欧洲的骚乱来为自己辩护。而在维也纳，一个反检查制度的媒体持续抨击梅特涅，特别是他们控诉梅特涅挪用公款，收受贿赂，要求当局立案调查。调查组澄清这极端的指控，将大事化小小事化了。当然，梅特涅在这件事上花大代价，这不过是19世纪早期的外交手腕而已。与此同时，梅特涅被剥夺养老金，他讽刺说现在只能依靠罗斯恰尔兹家族和沙皇的贷款过日子。
9月中旬，一家人搬到在英国南部港口城市布赖顿的布伦兹维克露台42号，这里的宁静与喧嚷的革命中的欧洲成鲜明对比。国会议员，特别是迪斯雷利常来拜访梅特涅，其中还包括他的老情人多蕾西亚·利芬（梅拉妮从中撮合）。一家人于1849年4月23日搬到里士满宫殿里的套房。来拜访的人有惠灵顿公爵、约翰·施特劳斯（奥地利作曲家）、多罗西亚·德·蒂诺（老情人威廉敏娜的妹妹）、以及老情人凯特琳娜·巴格拉基文。不过梅特涅的衰老以及他经常晕倒惹得大家很担忧。这位前首相同样因为缺乏与新皇帝弗朗茨·约瑟夫一世以及他的政府沟通而感到沮丧。里奥汀写信给维也纳，成功取得与皇帝的联系。8月，梅特涅收到一封来自皇帝热情的信，不论其真诚与否，这极大的激励梅特涅。八月中，梅拉妮想要搬去布鲁塞尔，那里生活成本低而且更能接触欧洲大陆的事宜。他们10月份到达布鲁塞尔，整晚的住在贝尔维旅店。随着革命浪潮的衰退，梅特涅觉得自己有希望重回维也纳。而事实上，他们在那边待18个月。梅特涅在等待机会重回奥地利的政治圈，而非悄悄地回到波西米亚的庄园。这是一段舒适而又便宜的日子，不论他们住在哪里，都有大批的拜访者，有政客，作家，音乐家，科学家。对梅特涅而言，这些都是枯燥无聊的，只有他的乡愁与日俱增。1851年3月，梅拉妮劝他写封信给维也纳新的政治力量人物施瓦曾伯格亲王，问他如果梅特涅愿意不再干涉公共事务，是否可以回国。4月他收到皇帝肯定的答复。

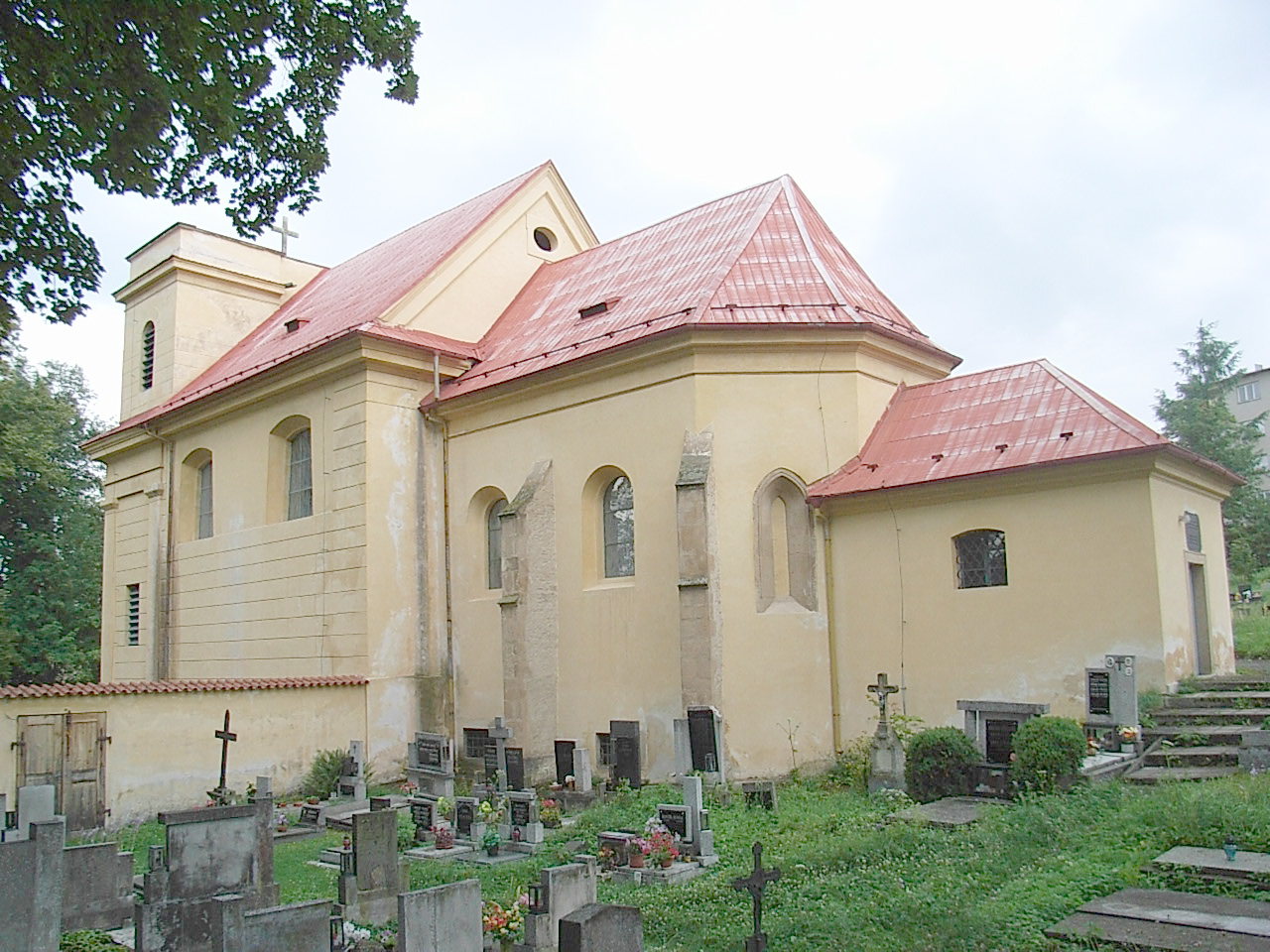
安置梅特涅之墓的教堂，Plasy

1851年5月，梅特涅出发前往他在约翰内斯堡的庄园，他上次到这里是1845年的事情。在这里，他很愉快和普鲁士代表奥托·冯·俾斯麦度过一个夏天，他同样很高兴普鲁士国王腓特烈·威廉能来拜访他，然而让他感到生气的是国王不过把他当做对抗施瓦曾伯格工具而已。9月，梅特涅回到维也纳。他重新焕发，甩掉乡愁，十年来第一次觉得活在当下。弗朗茨·约瑟夫大小事务都向他问政，不过这位皇帝非常固执不听人言。维也纳政局的两个派系都想拉拢梅特涅，甚至尼古拉斯沙皇进行国事访问期间也不忘见见梅特涅。梅特涅不喜欢新外相卡尔·费迪南德·冯·布奥尔（Karl Ferdinand von Buol）。梅特涅的建议品質参差不齐，不过有一些还是会提供有用的观点，甚至超过当代人。聋以后，梅特涅不停写信，尤其是感激皇帝。他希望奥地利在克里米亚战争中保持中立，不过布奥尔却反对。与此同时，梅特涅的健康每况愈下，在他妻子1854年死后，他渐渐淡出视野。1856年早期他的精力短暂复苏，他忙碌于安排自己的儿子理查德和外孙女博林结婚（理查德同父异母姐姐的女儿，她是里奥汀的女儿，也就是说两人近亲结婚），并且承诺自己将多多旅游。比利时国王、俾斯麦先后来拜访他。1857年8月16日他招待未来的英国国王爱德华七世。然而布奥尔却更加怨恨梅特涅的建言，尤其在意大利问题上。1859年4月，弗朗茨·约瑟夫问梅特涅关于意大利问题该如何处理。据博林回忆，梅特涅请求皇帝不要向意大利发出最后通牒，皇帝告诉他，最后通牒已经发出。
这件事情上梅特涅大失所望，皇帝尴尬的是之后就爆发第二次意大利独立战争，奥地利必须对抗萨丁王国和法国的联军。梅特涅感到放心的是布奥尔继任者是1848年帮过他的雷希贝格。1859年6月，弗朗茨约瑟夫给梅特涅一个特殊的任务，起草关于皇帝身后事的秘密文件，这件事情对梅特涅来说也许负担太重。6月11日他病逝于维也纳，享年86歲，他是这一代政治家里面最后一人去世。几乎每一个在维也纳的名人都来悼念他。外国媒体对他的死却鲜少报導。

## 身后
一个半世纪以后，一款气泡酒以梅特涅的名字命名，冯·梅特涅雷司令。2003年6月11日，奥地利保守时期纪念币也刻上了他的头像。硬币背面是一张他的头像与维也纳会议之后的欧洲。

## 历史评价
梅特涅長期备受批评的是其十九世紀政策「嚴重妨碍奥地利和其他中欧国家正常发展自由思想和宪法政治」。若非該人主政，奥地利可能早已經改革，能更適切处理民族問題，甚至還可能避免第一次世界大战的發生。然而梅特涅却残忍鎮壓民族主义和自由主义，此舉終究不过是拖延其必然發生的過程，據歷史學家歐克雷（Okey）的說法，梅特涅主張的社會保守主義反而有可能助長民族主義情緒。为達成這不可能的目標，梅特涅牺牲掉奧國言论自由，除了透過严厉的审查制度外，他还建設規模庞大的間諜網作為鎮壓工具梅特涅也反对选举制度，他曾經於1830年严厉批评英国的《改革法案》，也有人批評梅特涅是把自己心境鎖在一場與當代主流思想交鋒的戰鬥中。奥地利历史学家维克多·比布尔形容梅特涅是 “奥地利魔鬼”，是他导致普鲁士而非奥地利统一德国，因为他一贯政策是不让德国统一。梅特涅也因为他刚愎自用、过度虚荣而受到指责，因为这个导致有些人将宪法原则朝不合适方向发展。
以上这些观点是以梅特涅有能力改变欧洲却不去改变为前提。近代评论家像A·J·P·泰勒质疑梅特涅究竟有多少影响力。罗宾·欧凯，梅特涅的评论家，提到即使在外交领域，梅特涅“只能依靠自己的口才”，这随着时间推移也渐渐失灵。基于此，梅特涅不得不固执推行他“令人讨厌”的保守主义政策，而梅特涅在一份长而详细的备忘录中明确表达：要用“烟幕”掩盖奥地利的外强中干。结果是，梅特涅并不恋栈外交权力。泰勒形容他是“欧洲历史上最无聊的人”，梅特涅自己也标榜说他可以把一个人无聊至死。这一观点鲜明指出梅特涅有负于他“欧洲马车夫”的名声。因为奥地利没有打败拿破仑，也不是奥地利造就维也纳和会、奥地利没能阻止法国入侵西班牙、没能阻止英国框定比利时边境，更没能阻止沙俄1833年决定土耳其命运。而且他的失败不仅限于外交事务，一些争议评论认为：在国内他同样无能，他甚至无法推动他自己提议的行政机构改革。基于这一观点，梅特涅是个在国内国外都无足轻重的人。
另外一方面，梅特涅作为外交家和政治家的证据，从20世纪开始越来越吸引历史学家们，尤其是吸引传记作家海因里希·冯·斯尔比克。特别是在二战之后，历史学家们更倾向于为梅特涅政策辩护，他只是为达到目的作出合理努力，也就是说，他為保持大国平衡，而且在革命浪潮之下维持现状。梅特涅假想的国际阴谋并不存在。拿破仑时代是一个变革的时代，他没留给梅特涅这样的保守主义者什么选择权。越来越多同情他的历史学家一致认为梅特涅成功预见并防止沙皇对于欧洲的控制。欧洲为自由主义和保守主义所分裂，他们的竞争有一部分原因是应该归咎于自由主义者们，像坎宁、帕莫斯顿（两位英国首相）不愿意像卡斯尔雷在1815年那样妥协。斯尔比克认为梅特涅所作所为是合法的、合作的、愿意对话的，正因此他才能执政30年，开创梅特涅时代。彼得·埃菲尔克、恩斯特·B·哈斯认为梅特涅从他的自由主义思想中获得成功，虽然这些人很少。事实上梅特涅在宫中没什么影响力，这一点现在已经常常成为为梅特涅辩护的理由。他们争论说梅特涅有力的推动国会萌芽发展，并且给予帝国内各州平等权利。1847年梅特涅否认奥地利什么都有，就是没有自由。鉴于此，梅特涅做法被认为是具有家长作风的，他保护奥地利避免外族入侵。
那些试图还原真实梅特涅的人也坚称与梅特涅同时代的卡斯尔雷子爵、查尔斯·塔列郎这些人比起来，梅特涅是“当之无愧的外交大师”。在他的时代，他完美诠释外交的本质。他们认为，梅特涅是“英俊的，诙谐的……顽强的”。他自己承认不擅长小战斗，但擅长大战役。同样，亨利·基辛格在1957年末发表的关于梅特涅的博士论文，赞扬梅特涅在维续支离破碎奥地利帝国中所扮演的角色。这篇论文在学术圈中掀起一番论战，例如历史学家保尔·W·施罗德。当然，如果他是个好的外交家那一定会引来很多对他谎言的批评，坎宁和塔列郎都有过此类批评，同时诗人弗朗茨·格里尔帕策建议梅特涅索性把谎言当真。历史评论家阿兰·思科德争论道，梅特涅的“烟幕”是为他进一步一系列密切相关政策服务的，不过这是以牺牲对个别事件控制权为代价的。不过思科德同样认为梅特涅是表面上的自由主义者。他并不希望地方分权，出于对旧世界的担心，他推行严厉中央集权独裁制度。思科德反对用事后诸葛亮的方法来评论梅特涅，在那个时代，梅特涅的所作所为完全是为维护奥地利利益，1848年事件是奥地利失序后的昙花一现。
总而言之，梅特涅是当时（19世纪）保守主义的巨擘。在维也纳会议后的三十几年（1815-1848）被称为“梅特涅时代”。梅氏之所以敌视民族和自由主义固然是因为他出身所影响，但亦一方面，亦因为奥帝国本身的需要。在列强集会维也纳期间，奥皇法兰西斯一世曾經告诉一位俄国使节：“我的国家像一所虫蛀房子，如果移动一部份，谁也不知道会倒塌多少。”事实上，当时的奥国缺乏富裕、保守的中产阶级，人口大部份是农民；民族构成更为复杂，分别有马札儿人、捷克人、罗马尼亚人及波兰人等等，换言之，奥国亦无民族或文化上的统一性，因此梅氏最怕民族独立及民主政治思想之传递，他认为这些力量足以令奥帝国土崩瓦解。
无论如何，梅氏是19世纪历史里一位重要的外交家，他划定19世纪前期欧洲发展的脉络，维持欧洲各专制国长达30多年的专制统治。

## 家庭

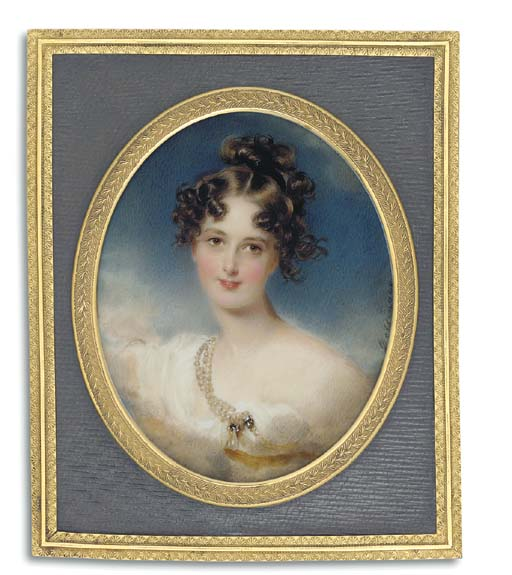
克萊門蒂娜·梅特涅

1795年梅特涅與第一任妻子爱麗諾·馮·考尼特斯结婚，这段婚姻助他跃入维也纳社交圈。1825年原配過世，1827年與男爵夫人安托瓦内特·来卡姆（Antoinette Leykam）结婚，她於1829年逝世；後又與伯爵夫人梅拉妮·西奇·费拉里（Melanie Zichy-Ferraris）於1831年结婚。
梅特涅有以下子女：
与埃莉诺所生：
- 瑪麗亞·萊奧波爾迪娜 （Maria Leopoldina） （1797–1820）
- 弗朗茨·卡爾約翰格奧爾 （Franz Karl Johann Georg） （1798–1799）
- 克萊門特·愛德華　（Klemens Eduard） （1799–1799）
- 弗朗茨·卡爾·維克托·恩斯特·洛塔尔·克萊門斯·約瑟夫·安東·亞當　（Franz Karl Viktor Ernst Lothar Clemens Joseph Anton Adam） （1803–1829）
- 克萊門汀·瑪麗·屋大薇　（Klementine Marie Octavie） （1804–1820）
- 莱奥梯纳·寶蓮·瑪麗亞·阿德爾海德 （Leontine Adelheid Maria Pauline） （1811–1861）
  - Pauline Klementine Marie Walburga Sándor de Szlavnicza (1836-1921)，於1856年嫁舅舅赫爾曼
- 赫敏·加布里埃萊（亨利耶塔）的瑪麗·萊奧波爾迪娜的艾蕾歐諾拉　（Hermine Gabriele (Henrietta) Marie Eleonore Leopoldine） （1815–1890）

与安托瓦内特所生：
- 理查德·克萊門斯·约瑟夫·洛塔尔·赫爾曼　（Richard Klemens Josef Lothar Hermann） （1829–1895），第二代梅特涅親王

与梅拉妮所生：
- 梅拉妮·瑪麗·波琳·亞歷山大　（Melanie Marie Pauline Alexandrine） （1832–1919）
- 克萊門特　（Klemens） （1833–1833）
- 保羅·克萊門斯·洛塔尔　（Paul Klemens Lothar） （1834–1906），第三代梅特涅親王
  - 克萊門斯二世 (1869-1830)，第四代梅特涅親王
    - 保羅二世 (1917-1992)，第五代梅特涅親王
- 瑪麗亞·艾米利亞·斯特凡尼亚　（Maria Emilia Stephania） （1836–1836）
- 斯蒂芬·洛薩·奥古斯特·克萊門斯·瑪麗亞　（Lothar Stephan August Klemens Maria） （1837–1904）

与卡特琳娜 巴格拉基文 (承认的私生女): 
- 瑪麗 - 克萊門汀·巴格拉季昂　（Marie-Klementine Bagration） （1802–1884）

## 註解
1. ↑  在1777年，他的工作範圍擴張至包含整個威斯特伐利亚 Palmer 1972，第8頁.
2. ↑  然而，並沒有理由去懷疑埃莉诺對此安排感到不高興。Palmer 1972，第27–31頁.
3. ↑  私生女（Klementine）被梅特涅自己和他忍耐的正妻認定為他們的合法子女。她是梅特涅唯一的私生子女。Palmer 1972，第36–37頁.
4. ↑  何以梅特涅被選任此職是一個謎。拿破崙說他要一個"Kaunitz"，無論是否表示一個從house of Kaunitz來的人還只是一個像在1750-53年擔任法國大使 the Prince of Kaunitz這樣風格的人。但這句話對梅特涅相當有利，因為他妻子是考尼茨（Kaunitz）家族的。 Palmer 1972，第44–47頁.
5. ↑  這個修改後的条约在維也納特別受歡迎，因為它顯示出奧地利的獨立性提高。但是，奧地利其實並不能負擔条约允准的軍隊人數。Palmer 1972，第77頁.
6. ↑  為此，梅特涅相當被人討厭，因而成為一項二月中被發現的暗殺目標。Palmer 1972，第93頁.
7. ↑  名義上 吕贝克和漢堡 會回復自由城市的地位，也標示着法國對萊茵邦聯的直接控制結束。條款還包括歸還被普魯士吞併的領土;歸還Illyrian provinces給奧地利;及解散法國控制的華沙公國。Palmer 1972，第97頁.
8. ↑  在那時，俄羅斯人想要一個以卡尔十四世·约翰為首的新君主，奧地利人則想保留波拿巴-哈布斯堡王朝，如果拿破崙本人不能親自執政的話。 Palmer 1972，第112頁.
9. ↑  梅特涅成功單以誘發亚历山大一世 (俄国)擔心法國的陰謀來阻止他入侵法國。Palmer 1972，第199頁
10. ↑  ，當他承諾向英國支付奧地利的一部分債務後，英方對梅特涅的態度變得更好。Palmer 1972，第203–212頁.
11. ↑  英國及奧地利雙方都想避免戰爭，但英國外交大臣坎宁想看到一個自治的希臘，並以此作為對奥斯曼帝国的調解主題。梅特涅則堅決反對重劃東歐的任何邊界，免得一發不可收拾。 Palmer 1972，第236–237頁.
12. ↑  西西里的革命只是十四日後的事，但梅特涅指出羅馬才是日後麻煩的中心。Palmer 1972，第298–311頁.
13. ↑  數位傳記作者接受Pauline（梅特涅孫女）的證詞，指拜訪者是威廉敏娜本人。但這似乎和威廉敏娜已確認的死亡年份1839年有矛盾。 Palmer 1972，第322頁.
14. ↑  甚至當布奥尔於1855年12月和西方盟國簽訂同盟時，儘管這同盟不包括軍隊，梅特涅帶着遺憾寫下布奥尔破壞他和俄羅斯培養數十年的聯繫。Palmer 1972，第328–340頁.

## 來源參照
1. ↑  Palmer 1972，第5–6, 339頁
2. ↑  Wolfram Siemann 著、楊惠群　譯. . 社會科學文獻出版社. 2019年6月: 第71、3頁. ISBN 978-7-5201-4599-2.
3. 1 2  Palmer 1972，第5–8頁
4. 1 2  Cecil 1947，第72–73頁
5. ↑  Wolfram Siemann 著、楊惠群　譯. . 社會科學文獻出版社. 2019年6月: 第75頁. ISBN 978-7-5201-4599-2.
6. 1 2  Palmer 1972，第10–12頁
7. ↑  Wolfram Siemann 著、楊惠群　譯. . 社會科學文獻出版社. 2019年6月: 第82頁. ISBN 978-7-5201-4599-2.
8. ↑  Wolfram Siemann 著、楊惠群　譯. . 社會科學文獻出版社. 2019年6月: 第84頁. ISBN 978-7-5201-4599-2.
9. 1 2  Palmer 1972，第12–16頁
10. 1 2  Bertier de Sauvigny 1963，第xiii–xvii頁
11. ↑  Wolfram Siemann 著、楊惠群　譯. . 社會科學文獻出版社. 2019年6月: 第131頁. ISBN 978-7-5201-4599-2.
12. ↑  Palmer 1972，第16–22頁
13. ↑  Wolfram Siemann 著、楊惠群　譯. . 社會科學文獻出版社. 2019年6月: 第119、133頁. ISBN 978-7-5201-4599-2.
14. 1 2  Palmer 1972，第22–25頁
15. ↑  Cecil 1947，第76頁
16. ↑  Wolfram Siemann 著、楊惠群　譯. . 社會科學文獻出版社. 2019年6月: 第191頁. ISBN 978-7-5201-4599-2.
17. 1 2  Palmer 1972，第25–27頁
18. 1 2  Cecil 1947，第78–79頁
19. ↑  Wolfram Siemann 著、楊惠群　譯. . 社會科學文獻出版社. 2019年6月: 第223頁. ISBN 978-7-5201-4599-2.
20. 1 2  Palmer 1972，第27–31頁
21. 1 2 3 4  Palmer 1972，第31–37頁
22. 1 2  Cecil 1947，第85–87頁
23. 1 2  Palmer 1972，第37–40頁
24. ↑  Palmer 1972，第40–44頁
25. ↑  Palmer 1972，第44–47頁
26. 1 2  Palmer 1972，第47–56頁
27. ↑  Cecil 1947，第93頁
28. ↑  Wolfram Siemann 著、楊惠群　譯. . 社會科學文獻出版社. 2019年6月: 321. ISBN 978-7-5201-4599-2.
29. ↑  Wolfram Siemann 著、楊惠群　譯. . 社會科學文獻出版社. 2019年6月: 323頁. ISBN 978-7-5201-4599-2.
30. 1 2  Palmer 1972，第56–61頁
31. 1 2  Cecil 1947，第98–101頁
32. 1 2 3  Palmer 1972，第61–69頁
33. 1 2 3  Palmer 1972，第69–72頁
34. 1 2 3 4 5  Palmer 1972，第72–77頁
35. 1 2  Palmer 1972，第78–86頁
36. ↑  Cecil（1947年），第125页
37. 1 2 3  Palmer 1972，第86–92頁
38. 1 2  Ford 1970，第221頁
39. 1 2 3  Palmer 1972，第92–96頁
40. 1 2 3  Palmer 1972，第96–102頁
41. 1 2  Cecil 1947，第134–135頁
42. 1 2 3 4  Palmer 1972，第103–107頁
43. 1 2 3 4 5  Palmer 1972，第107–117頁
44. 1 2  Ford 1970，第257頁
45. ↑  Palmer 1972，第118–123頁
46. 1 2 3  Palmer 1972，第123–129頁
47. 1 2  Palmer 1972，第130–133頁
48. 1 2  Palmer 1972，第133–139頁
49. 1 2 3  Palmer 1972，第139–146頁
50. 1 2 3  Okey 2001，第73–74頁
51. 1 2 3  Cecil 1947，第169–175頁
52. 1 2 3  Palmer 1972，第146–149頁
53. ↑  Ford 1970，第302頁
54. 1 2  Palmer 1972，第150–156頁
55. ↑  Bertier de Sauvigny 1963，第129–131頁
56. 1 2  Palmer 1972，第156–161頁
57. 1 2 3  Palmer 1972，第161–168頁
58. 1 2 3 4 5  Palmer 1972，第169–180頁
59. ↑  Cecil 1947，第182頁
60. 1 2 3 4 5  Palmer 1972，第180–185頁
61. 1 2  Ford 1970，第303頁
62. ↑  Cecil 1947，第197頁
63. 1 2 3 4 5  Palmer 1972，第186–198頁
64. 1 2  Cecil 1947，第200–202頁
65. 1 2  Palmer 1972，第198–202頁
66. 1 2  Cecil 1947，第207頁
67. ↑  Ford 1970，第279頁
68. 1 2 3 4 5  Palmer 1972，第203–212頁
69. 1 2 3 4  Palmer 1972，第212–219頁
70. ↑  Bertier de Sauvigny 1963，第146–147頁
71. 1 2  Cecil 1947，第211–212頁
72. 1 2 3  Palmer 1972，第218–224頁
73. 1 2  Palmer 1972，第225–227頁
74. ↑  Palmer 1972，第227–230頁
75. 1 2 3  Palmer 1972，第232–240頁
76. ↑  Cecil 1947，第227–228頁
77. 1 2  Palmer 1972，第241–245頁
78. 1 2 3  Palmer 1972，第245–253頁
79. ↑  Cecil 1947，第234頁
80. 1 2 3 4 5  Palmer 1972，第255–264頁
81. ↑  Okey 2001，第78頁
82. ↑  Palmer 1972，第264–270頁
83. 1 2 3  Palmer 1972，第271–279頁
84. ↑  Okey 2001，第94–95頁
85. 1 2  Palmer 1972，第279–283頁
86. 1 2 3  Palmer 1972，第286–295頁
87. 1 2 3 4  Palmer 1972，第298–311頁
88. 1 2  Musulin 1975，第305–306頁
89. ↑  Okey 2001，第128–129頁
90. 1 2 3  Palmer 1972，第312–319頁
91. ↑  Musulin 1975，第308頁
92. 1 2  Palmer 1972，第319–327頁
93. 1 2  Palmer 1972，第328–340頁
94. 1 2 3 4 5  Sked 1983，第43頁
95. 1 2  Okey（2001年），第98页
96. ↑  Bertier de Sauvigny 1963，第223頁
97. 1 2 3  Palmer 1972，第1–4頁
98. 1 2 3 4  Okey 2001，第75–76頁
99. 1 2  Sked 1983，第2頁
100. 1 2 3  Sked 1983，第45頁
101. 1 2 3 4 5  Sked 1983，第46–47頁
102. ↑  Okey 2001，第78–79頁
103. 1 2  Ford 1970，第281頁
104. ↑  Palmer 1972，第Family tree頁